# Обелиск

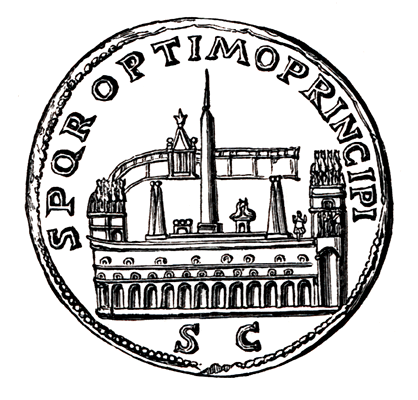
Сестерций императора Траяна с изображением Большого цирка в Риме. 100—117 гг.

Обели́ск (др.-греч. ὀβελίσκος — вертел, клин, клинок) — монумент в виде сужающегося кверху «каменного столпа», символизирующего «столп света». Важный элемент архитектуры Древнего Египта, где обелиски были символами Солнца. В Древнем Риме обелиски использовали в качестве гномонов (указателей) — солнечных часов или поворотных знаков в цирках.

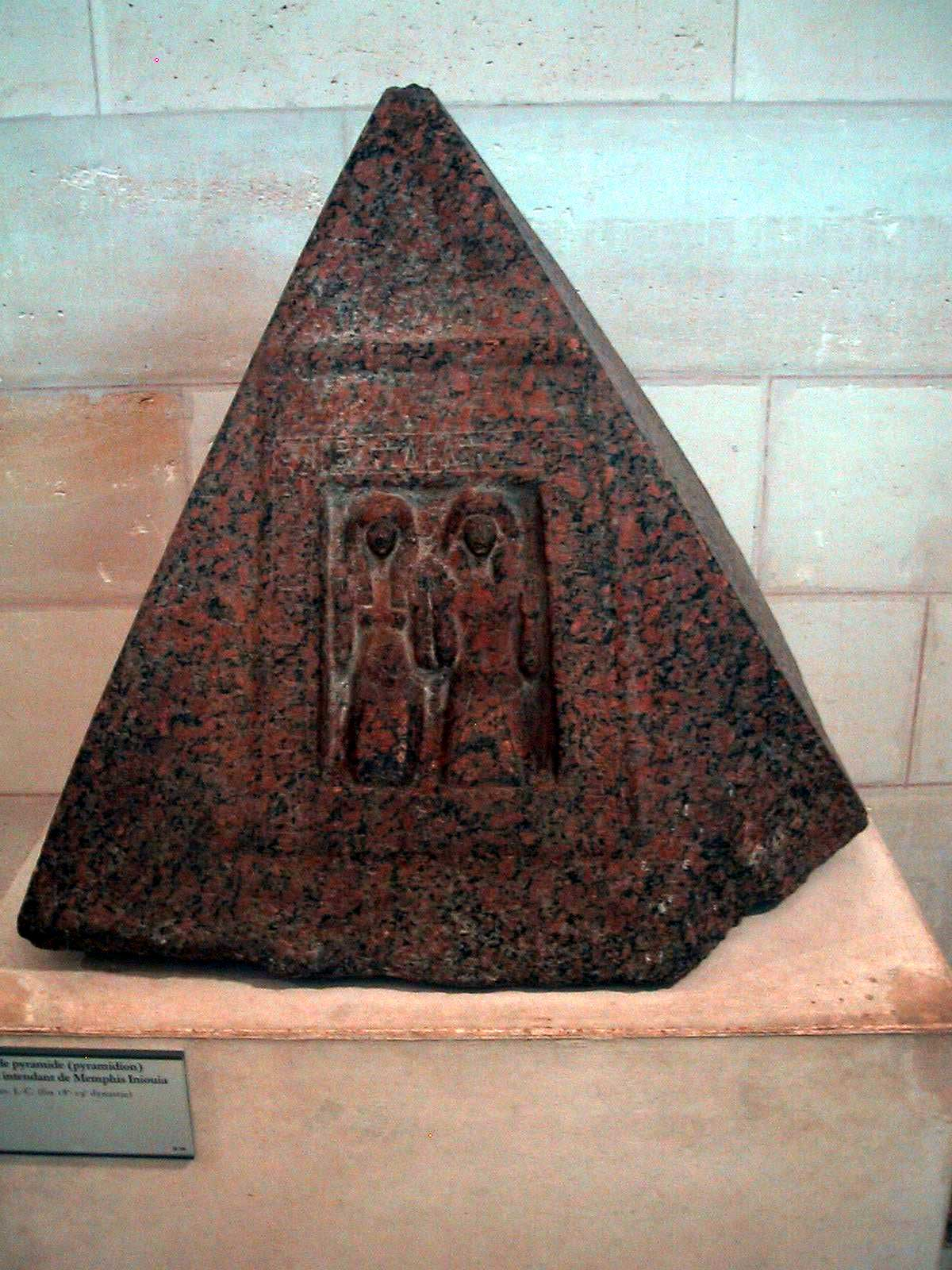
Пирамидион из Саккара. Около 1300 г. до н. э. Лувр, Париж

## Обелиски в Древнем Египте

Луксорский обелиск на площади Согласия в Париже

Обелиски появились в Египте в эпоху Древнего Царства при фараонах V династии (ок. 2500 г. до н. э.). Их называли: «Солнечный луч» (в латинской транскрипции «Techen»). По преданию первый обелиск был поставлен в городе «Иуну» (егип. ỉwnw — «Город Солнца, Место столпа»), греческое название этого города: Гелиополь (греч. Ἡλιού πολις — Город Солнца). Согласно мифу именно в этом месте, посреди первозданного океана Нуна, поднялся из воды солнечный камень Бен-Бен, на который упали лучи солнечного бога-демиурга Атума (ипостась бога Ра). В этом месте установили колонну, на вершине которой «поместили сверкающий камень неизвестного происхождения, возможно метеорит».
Вершина обелисков имеет пирамидальное заострение, которое обивали золочёной медью, сверкающей в лучах солнца. Греки называли эту часть «пирамидион». Обелиски высекали целиком из массива красного асуанского гранита или базальта. Для отделения глыбы от скалы в ряд заранее продолбленных отверстий вбивали деревянные клинья, которые затем смачивали водой. Влажное дерево, расширяясь, создавало трещины в камне. После этого каменными «рубилами» (железных орудий в то время ещё не было) обтёсывали заготовку. Каменотёсы работали, сменяя друг друга, месяцами и годами, это был тяжелейший труд, «но на Востоке, — как писал Огюст Шуази, — время и силы не учитываются, и эти приёмы вполне соответствуют условиям страны и эпохи».

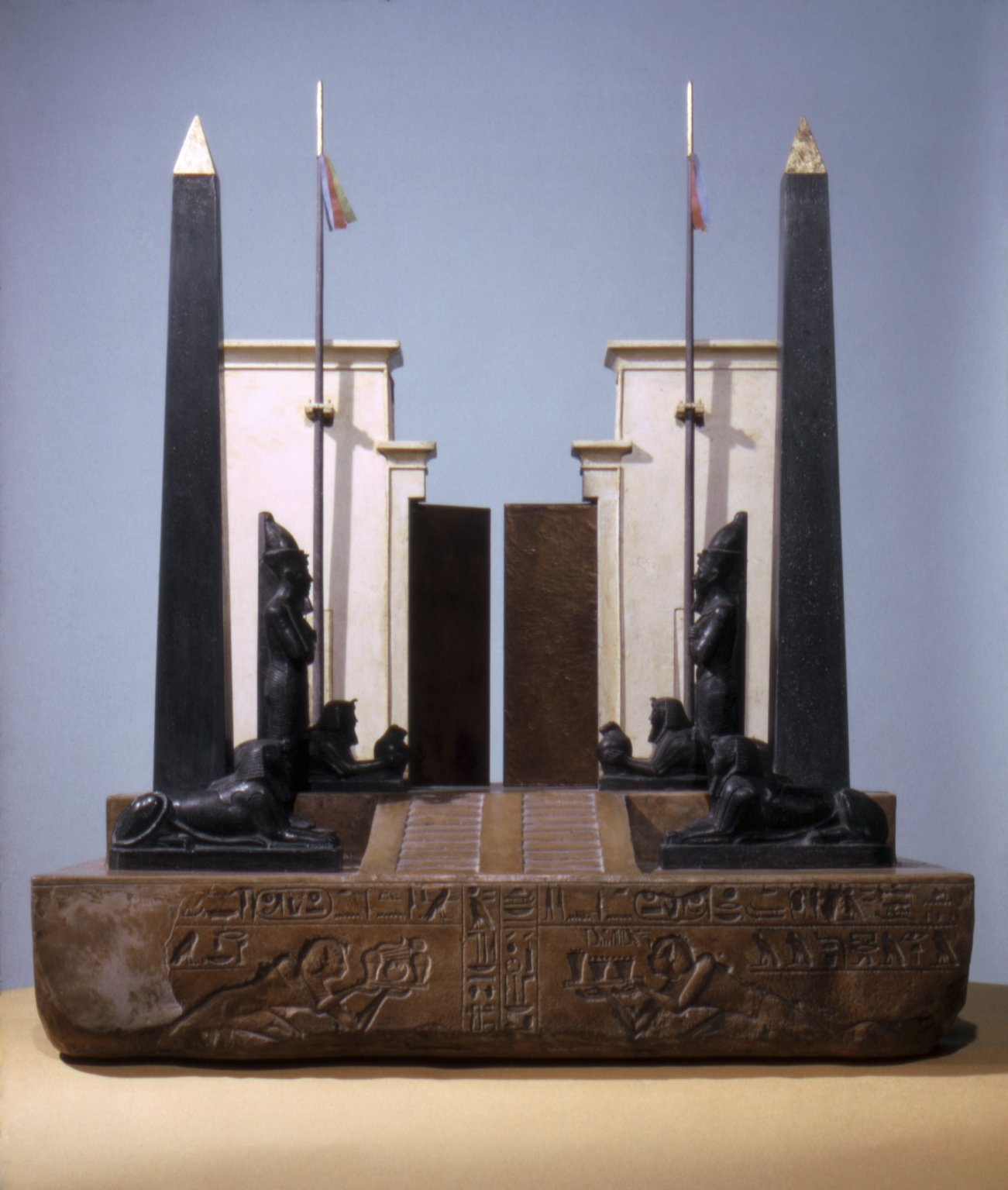
Макет храма в Гелиополе. Бруклин-музей, Нью-Йорк

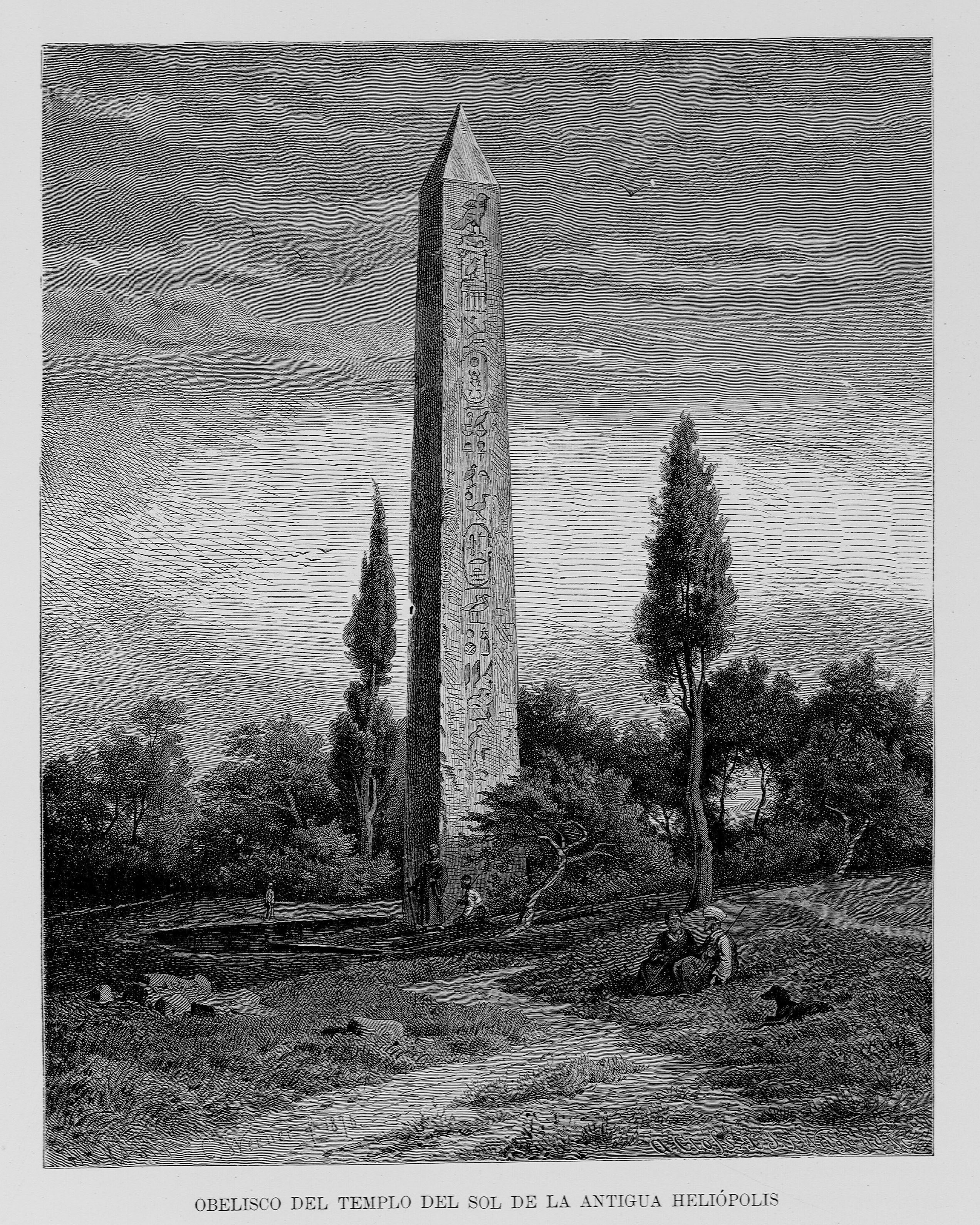
Обелиск храма Солнца в Гелиополе. Гравюра 1882 г.

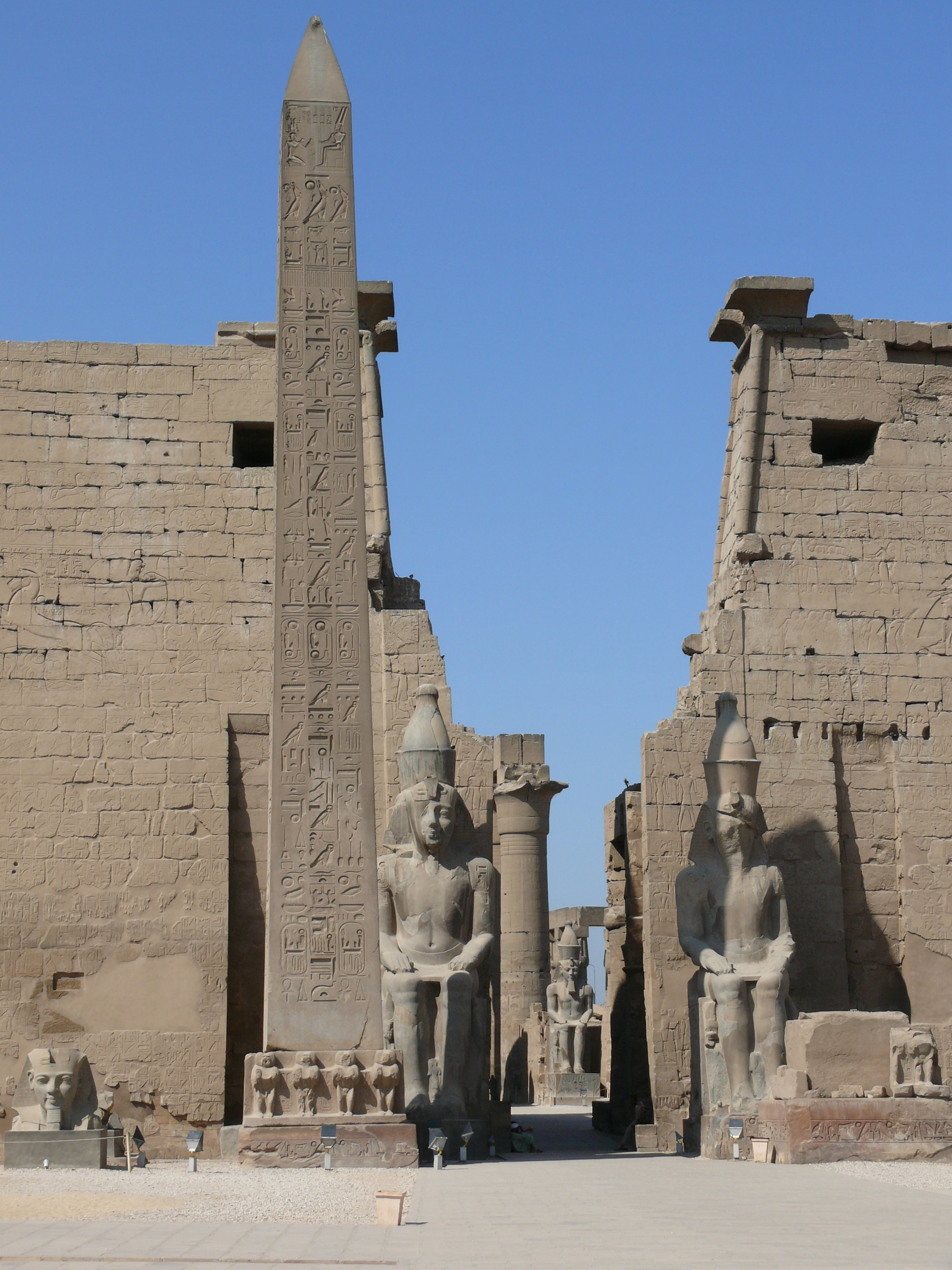
Обелиск перед пилонами храма Рамсеса II в Луксоре

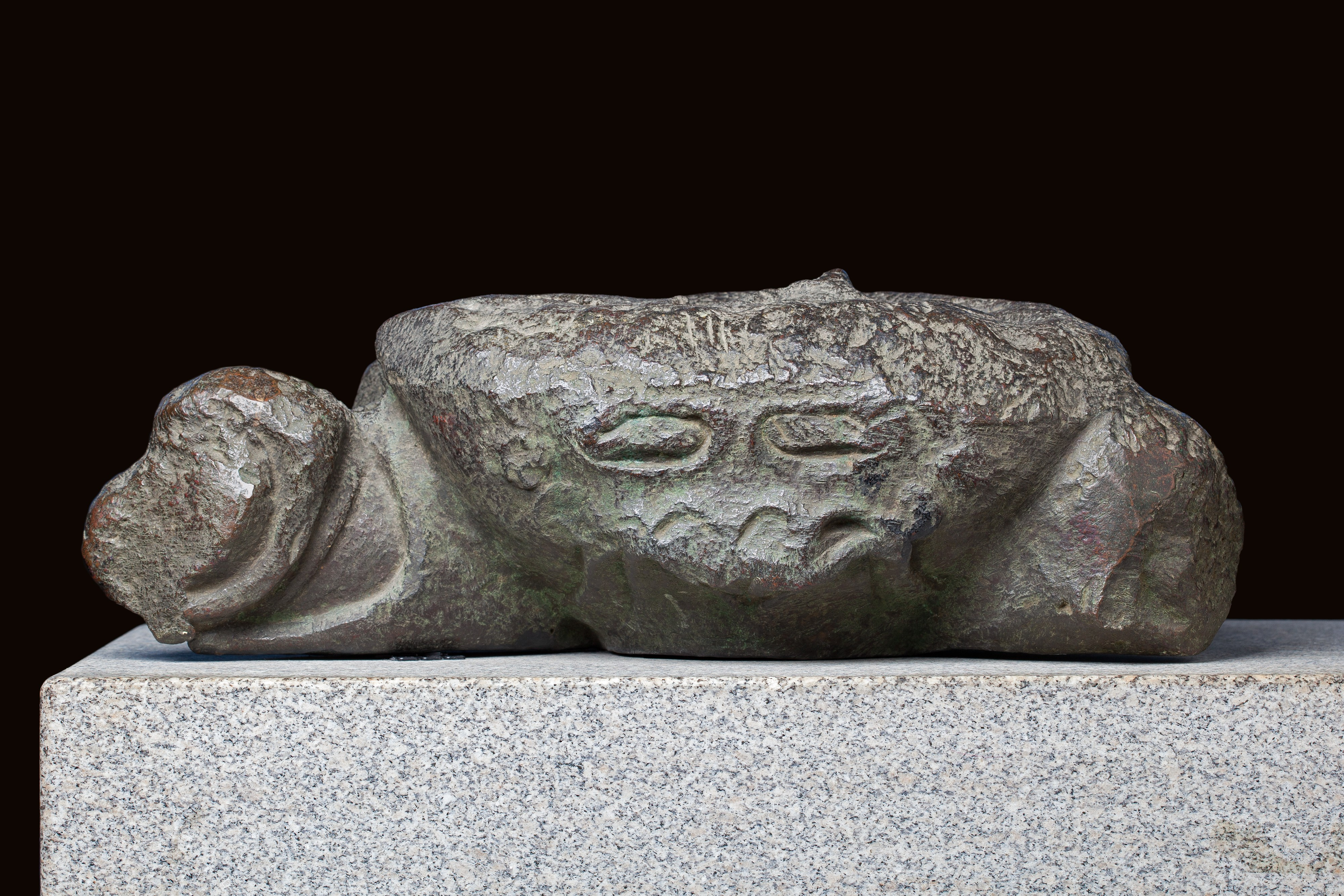
Краб «Иглы Клеопатры». Метрополитен-Музей, Нью-Йорк

Схожие формы встречаются в древней Месопотамии (Чёрный обелиск Салманасара III), Финикии, Передней Азии, Индии, но там они имеют иной смысл. Существует версия о фаллической символике обелиска, родственного формам умбилика, омфалоса. Обелиск также связывают с культом Исиды, Осириса и Гора. Вероятнее всего, в форме обелиска слились многие символические значения. Обычай установки парных обелисков перед входными пилонами храмов до настоящего времени не находит убедительного объяснения, хотя о двух обелисках упоминается в «Текстах пирамид».
Перевозили обелиски из каменоломен по воде. Для этого рыли каналы от мест добычи камня к Нилу. Барки нагружали камнями и, по сообщению Плиния Старшего, подводили полузатопленными под обелиск, уложенный поперёк канала и опирающийся концами в его берега. Затем камни убирали, и поднявшиеся барки принимали на себя тяжесть гиганта. По суше обелиск передвигали 120 тысяч человек по специальной колее, смазанной слоем нильского ила. Огюст Шуази в «Истории архитектуры» подробно описывает способы передвижения и установки обелисков. Обелиск поднимали с помощью специально сделанной насыпи, постепенно подсыпая землю и опускали по другой её наклонной стороне, удаляя землю и удерживая обелиск канатами, до тех пор, пока обелиск примет вертикальное положение с опорой на подложенные под его основание мешки с песком. Затем в мешках проделывали отверстия, песок высыпался и обелиск медленно опускался в заранее приготовленное углубление. После этого насыпь убирали.
Обелиски в Древнем Египте устанавливали каждые три года правления того или иного фараона. На них гравировали иероглифы с именами и титулами фараонов. Два самых известных обелиска, установленные в правление фараона XII фиванской династии Среднего Царства Сенусерта I (1956—1910 г. до н. э.), находились перед храмом в Гелиополе. Один из обелисков стоит до настоящего времени, второй упал в XIII в. Его высота 20, 27 м. Фараон XVIII династии Тутмос I (1504—1492 г. до н. э.) воздвиг в Карнаке обелиск высотой 23 метра, шириной в 180 см и весом в 143 тонны. В настоящее время в Египте осталось всего пять обелисков.

## Египетские обелиски в Риме и их дальнейшая история

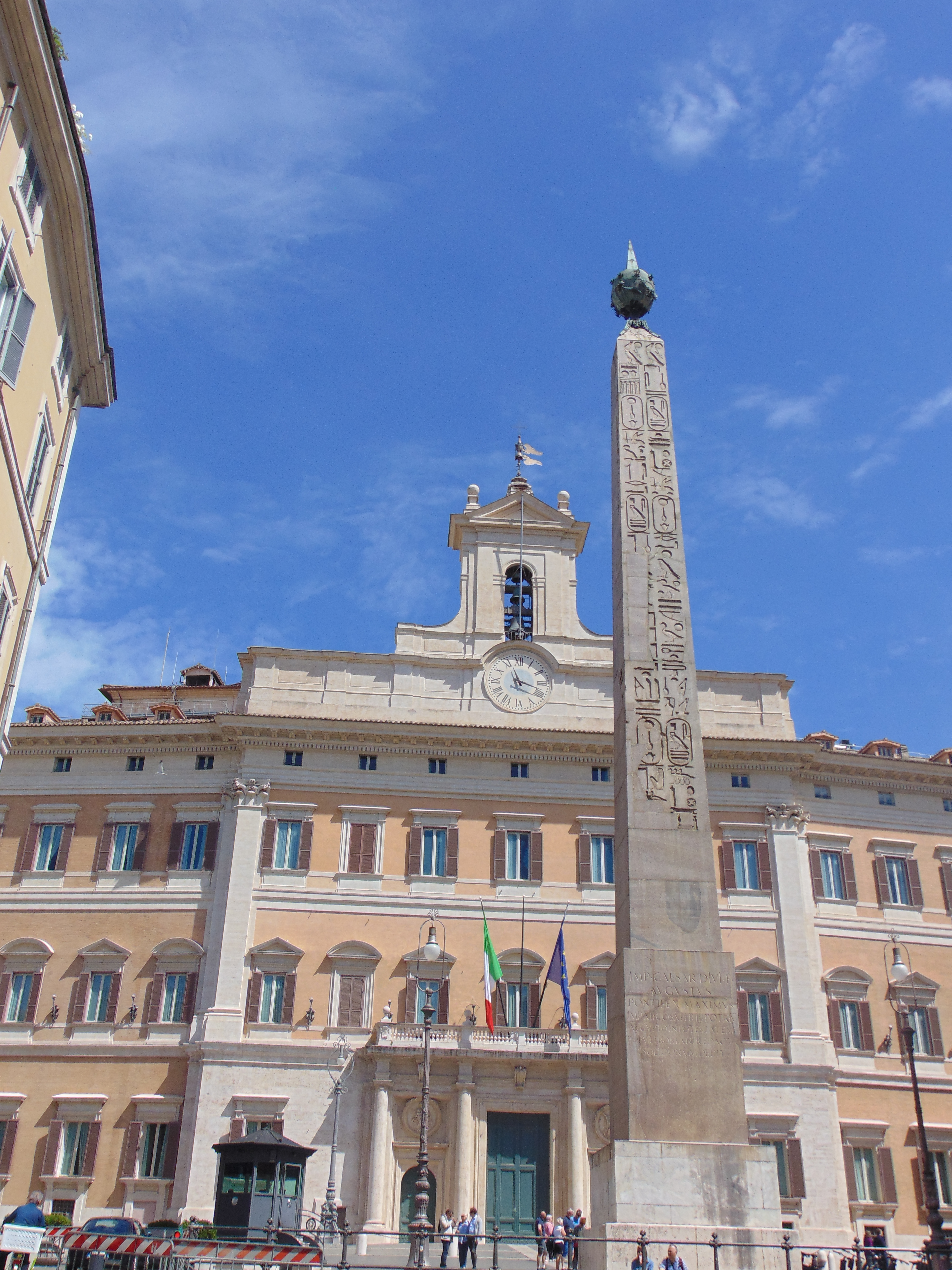
«Обелиск Монтечиторио» (гномон императора Августа)

Помимо египетских известны Аксумский обелиск IV в. н. э., Обелиск Константина в Константинополе, многие обелиски, установленные на площадях городов Западной Европы. Их происхождение в большинстве случаев связано с вывозом обелисков из Египта.
В эпоху Древнего Рима императоры, начиная с Октавиана Августа, вывозили морем обелиски из Египта, украшая ими форумы и цирки. Всего в Риме находится тринадцать обелисков, три из них — псевдоегипетские, созданные в античном Риме.
В 1831 году наместник Египта Мехмет Али подарил Франции два обелиска из храма фараона Рамсеса II в Луксоре. Обелиск высотой 22,83 метра и весом около 230 тонн был доставлен в Париж 21 декабря 1833 года и по решению короля Луи-Филиппа I установлен в центре Площади Согласия 25 октября 1836 года (второй обелиск остался в Луксоре). На постаменте нанесены диаграммы, иллюстрирующие процесс доставки обелиска из Египта во Францию. Позолоченное навершие обелиска появилось в 1998 году.
Два обелиска из Гелиополя, установленные перед храмом Ра Тутмосом III, по распоряжению Октавиана Августа в 19 году н. э. были вывезены в Александрию. В 1819 году турецкий паша Мухаммед Али Египетский подарил британцам один из этих обелисков высотой 18 метров и массой 186 тонн. В 1878 году он был установлен в Лондоне, у моста Ватерлоо, на набережной Темзы. Другой в 1880 году вывезли в Америку и в следующем году поставили Центральный парк в Нью-Йорке. Оба обелиска называют «Иглой Клеопатры». У Нью-Йоркского обелиска, находящегося недалеко от Музея Метрополитен, сохранился один из четырёх бронзовых крабов, созданных в александрийское время. Крабы служили опорами между «постелью» (нижней плоскостью) обелиска и базой (краб хранится отдельно в музее Метрополитен).
Одинарный обелиск из Фив вывез император Константин, но довёз его только до Александрии. В Рим обелиск доставил император Констанций II в 357 году и установил в Большом цирке (лат. Circus Maximus). В 1587 году он был найден разбитым на три части и в следующем году, отреставрированный, установлен а площади Сан Джованни ин Латерано перед Латеранской базиликой архитектором Доменико Фонтана. Другой одинарный обелиск из Фив Египетских в 390 году установлен на Ипподроме в Константинополе. Помимо латеранского в Риме в Большом цирке находился ещё один египетский обелиск Рамсеса II из Гелиополя, поставленный в 10 г. до н. э. в качестве символа покорения Египта императором Октавианом Августом. В 1589 году по указанию папы Сикста V разбитый обелиск отреставрировали и установили в центре римской Пьяцца-дель-Пополо.
Ещё один обелиск, установленный императором Августом на Марсовом поле, спустя несколько столетий упал с базы. В 1792 году по решению папы Пий VI установлен перед Палаццо Монтечиторио. Высота обелиска 21,79 м. Вначале обелиски приспосабливали под солнечные часы и календарь — гномон (указатель). Именно таким гномоном служил императору Августу обелиск, ныне находящийся перед Палаццо Монтечиторио. На вершине этого обелиска прикреплён шар с остриём, тень от которого на земле показывает время.

## Ватиканский обелиск
Принято считать, что идея использования обелисков в качестве градостроительных элементов нового христианского Рима принадлежит папе Сиксту V. Именно он с 1585 года предпринял грандиозные работы по перестройке и благоустройству города, прокладывая новые улицы и расширяя площади, оформляя их дворцовыми фасадами и акцентируя городские центры с помощью обелисков. Одно из самых известных предприятий такого рода: установка ватиканского обелиска на Площади Святого Петра перед главным собором христианского мира.
В 1586 году работы были поручены опытному архитектору и инженеру Доменико Фонтана. На архитектора была возложена сложная задача по транспортировке и установке обелиска как важнейшего архитектурного и урбанистического знака, свидетельства политики Ватикана, направленной на превращение памятников древности в символы христианской веры. Вся работа заняла четыре месяца. Высота ватиканского обелиска составляет 25,5 метров, вместе с постаментом — 41 метр. Вес — 350 тонн. Обелиск привезли в Рим из Гелиополя во времена правления императора Калигулы в 37 году. В Риме он был установлен в центре Цирка Нерона. Обелиск оставался на месте и после запустения Цирка, на территории императорских садов — ныне Ватикана, там, где, согласно преданию, был подвергнут истязаниям, а затем и казнён Апостол Пётр. Установка обелиска в центре площади была назначена на 25 сентября 1586 года. Сначала обелиск положили горизонтально и закрепили на специальной платформе, а затем с помощью лебёдок и катков протянули к месту установки. Для этой операции, которой руководил сам Доменико Фонтана, потребовалось 800 рабочих, 75 лошадей и 44 лебедки. Распоряжения отдавались при помощи рупора, барабанов и сигнальных флажков. При помощи дубовых лесов, построенных наподобие огромной пирамиды, обелиск медленно поднимали на пьедестал.
Эта операция до настоящего времени считается чудом инженерного искусства. Строительные события в Сикстинском Риме были описаны и проиллюстрированы гравюрами самим Фонтана в книге «О транспортировке Ватиканского обелиска и зданий нашего господина Папы Сикста V, выполненной кавалером Доменико Фонтана архитектором Его Святейшества, опубликованной в Риме в 1590 году» (Della trasportatione dell’obelisco Vaticano et delle fabriche di nostro signore papa Sisto V fatte dal cavallier D. F. architetto di Sua Santità, pubblicato a Roma nel 1590).
Согласно легенде, в шаре на вершине обелиска, находился прах Юлия Цезаря. При перемещении обелиска там не обнаружили ничего, кроме городской пыли. Шар, однако, поместили в Капитолийские музеи, а на его месте укрепили бронзовый крест с лучами, в который вмонтирована реликвия — частица Святого Креста Распятия.

## Обелиски и стиль римского барокко
Вертикали римских обелисков отвечали идеям стиля барокко, одна из которых — организация широкого пространства и глубоких перспектив. До настоящего времени римские обелиски отмечают основные точки городского пространства. Они видны издалека и, в большинстве случаев, указывают на расположение главных христианских базилик Рима. Таковы ватиканский и латеранский обелиски.
Обелиск на Квиринальской площади указывает на один из главных городских дворцов. В 1782 году папа Пий VI поручил архитектору Джованни Антинори вместе с Паскуале Белли усовершенствовать Фонтан диоскуров в центре площади перед Квиринальским дворцом и поставить обелиск, взятый с Марсова поля (в древности он стоял у входа в Мавзолей Августа). Парный ему обелиск установили на Пьяцца дель Эсквилино у апсиды одной из главных базилик Рима: Санта-Мария-Маджоре.
Обелиск, найденный в Риме на Аппиевой дороге, венчает собой знаменитый Фонтан Четырёх рек на Пьяцца Навона. Сооружён в 1648—1651 годах по проекту архитектора Джованни Лоренцо Бернини. Идея принадлежала папе Иннокентию X. Фонтан с обелиском по замыслу папы призван был выразить идею торжества католической контрреформации после решений Тридентского собора. Считалось что этот обелиск был доставлен в Рим императором Каракаллой. На самом деле это псевдоегипетский обелиск был создан в Риме при императоре Домициане. В 309 году Максенций демонтировал его с храма Исиды и Сераписа на Марсовом поле с тем, чтобы украсить цирк в своём загородном поместье. В раннем Средневековье обелиск упал и раскололся, но был отремонтирован в 1648—1649 годах с тем, чтобы увенчать собою новый фонтан.
Перед церковью Сантиссима-Тринита-дей-Монти, на вершине Испанской лестницы в 1789 году также установили древнеримскую имитацию египетского обелиска из садов Саллюстия. Ещё один обелиск не египетского, а римского происхождения (римский император Адриан повелел сделать этот обелиск в память своего любимца Антиноя, утонувшего в 130 году в Ниле, в Египте), в 1822 году по распоряжению папы Пия VII установлен в садах холма Пинчо. В XVI веке этот обелиск обнаружили лежащим у Порта-Маджоре (в восточной части города), в следующем столетии он лежал разбитым на части в садах Палаццо Барберини (откуда его название: Обелиск Барберини).
На площади перед древнеримским Пантеоном в 1575—1578 годах архитектор Джакомо делла Порта по распоряжению Папы Григория XIII спроектировал фонтан. В 1711 году по указу Папы Климента XI композицию фонтана увенчали обелиском из Гелиополя высотой 6,34 м, взятым из храма Исиды и Сераписа на Марсовом поле. Обелиск привезли в Рим во времена императора Домициана. До 1373 года обелиск находился на римской площади Сан Макуто (Рiazza di San Macuto), оттуда и произошло его название: Оbelisco Macuteo.
По другую сторону от Пантеона расположена маленькая площадь Piazza della Minerva с церковью Санта Мария сопра Минерва («Святой Марии над Минервой»). Ранее на этом месте находились три древних храма, посвященных Минерве, Исиде и Серапису. В монастырском клуатре полузасыпанный землей лежал египетский обелиск из красного гранита (5,47 м), вероятно VI в. до н. э. Позднее рядом с церковью были найдены ещё несколько обелисков. Папа Александр VII решил поставить перед церковью один из обелисков и доверил проект Дж. Л. Бернини. Композиция выполнена в 1667 году его учеником Эрколе Феррата. Она изображает слона, который несет на спине египетский обелиск.
Иконография этого монумента имеет необычную историю. Живого слона в те времена видели немногие. Известно, что при дворе Папы Льва X несколько лет жил белый слон, подарок португальского короля Мануэля. Сохранилась копия рисунка Рафаэля с изображением этого слона. Однако архитектор Бернини живого слона не видел, поэтому убедительней другая версия. В 1419 году был обнаружен греческий трактат IV в. н. э. «Иероглифика», посвященный тайне египетских иероглифов. Трактат был издан в Венеции Альдом Мануцием на греческом языке в 1505 году. Перевод на латинский язык выполнил Марсилио Фичино во Флоренции в 1463 году. Монах доминиканского ордена Франческо Колонна (есть и другие версии авторства) в романе «Гипнэротомахия Полифила» (Hypnerotomachia Poliphili — «Борьба любовных страстей во сне Полифила», или «Сон Полифила», 1499) привёл описание путешествия в фантастический город, в котором герой осматривает пирамиду и обелиск, располагающийся на спине слона. Одна из ксилографий к венецианскому изданию романа показывает такую композицию. Архитектор Бернини решил использовать эту тему по совету иезуита А. Кирхер, специалиста по мифической иероглифике. В дальнейшем этот мотив стал популярным. На вершине обелиска — крест, опирающийся на «шесть гор» — эмблему Папы Александра VII из семьи Киджи, заказчика монумента.
В новой иконографии обелиск символизирует «Божественную мудрость, которая спускается на твёрдую голову, изображаемую слоном», об этом рассказывает латинская надпись на постаменте с намёком на мудрость Александра VII: "Sapientis Aegypti / inscultas obelisco figuras / ab elephanto / belluarum fortissima / gestari quisque hic vides / documentum intellige / robustae mentis esse / solidam sapientiam sustinere " (Кем бы ты ни был, видишь здесь, что фигуры мудрости египетской, вырезанные на обелиске, поддерживаются слоном, самым сильным из животных, это доказательство сильного ума, чтобы поддержать твердую мудрость). Нерасшифрованные в то время иероглифы считали изображениями солнечного света, что и было интерпретировано в духе христианской символики. Композиция — типичная для стиля барокко. Какое-то время в народе монумент был известен под шуточным прозванием «поросёнок Минервы» (итал.  Porcellino della Minerva) из-за сходства упитанного слонёнка с поросёнком, но затем название превратилось в более пристойное «цыплёнок Минервы» (итал.  Pulcino della Minerva ).

## Галерея

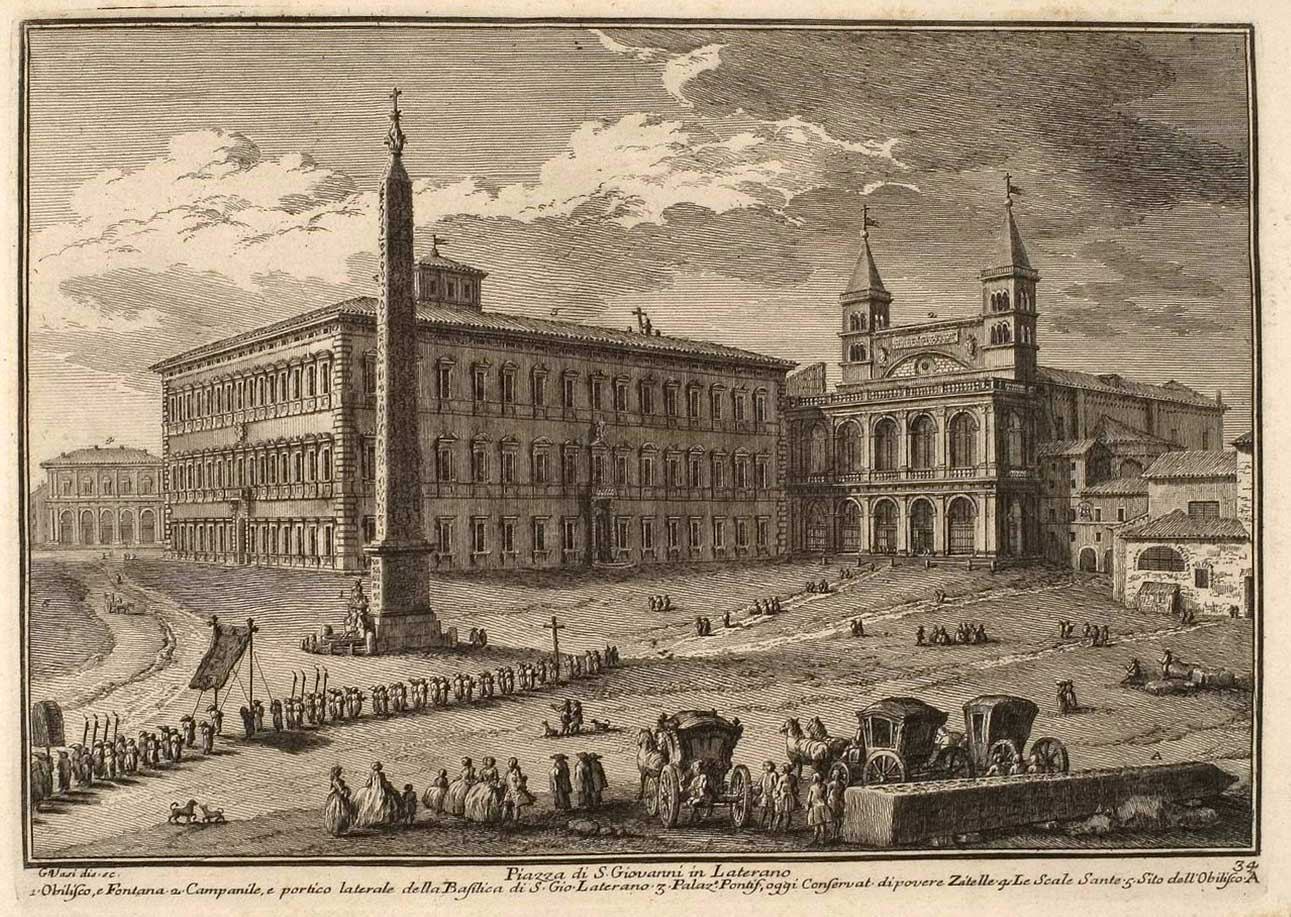
Пьяцца Сан-Джованни-ин-Латерано. Офорт Дж. Вази. 1752
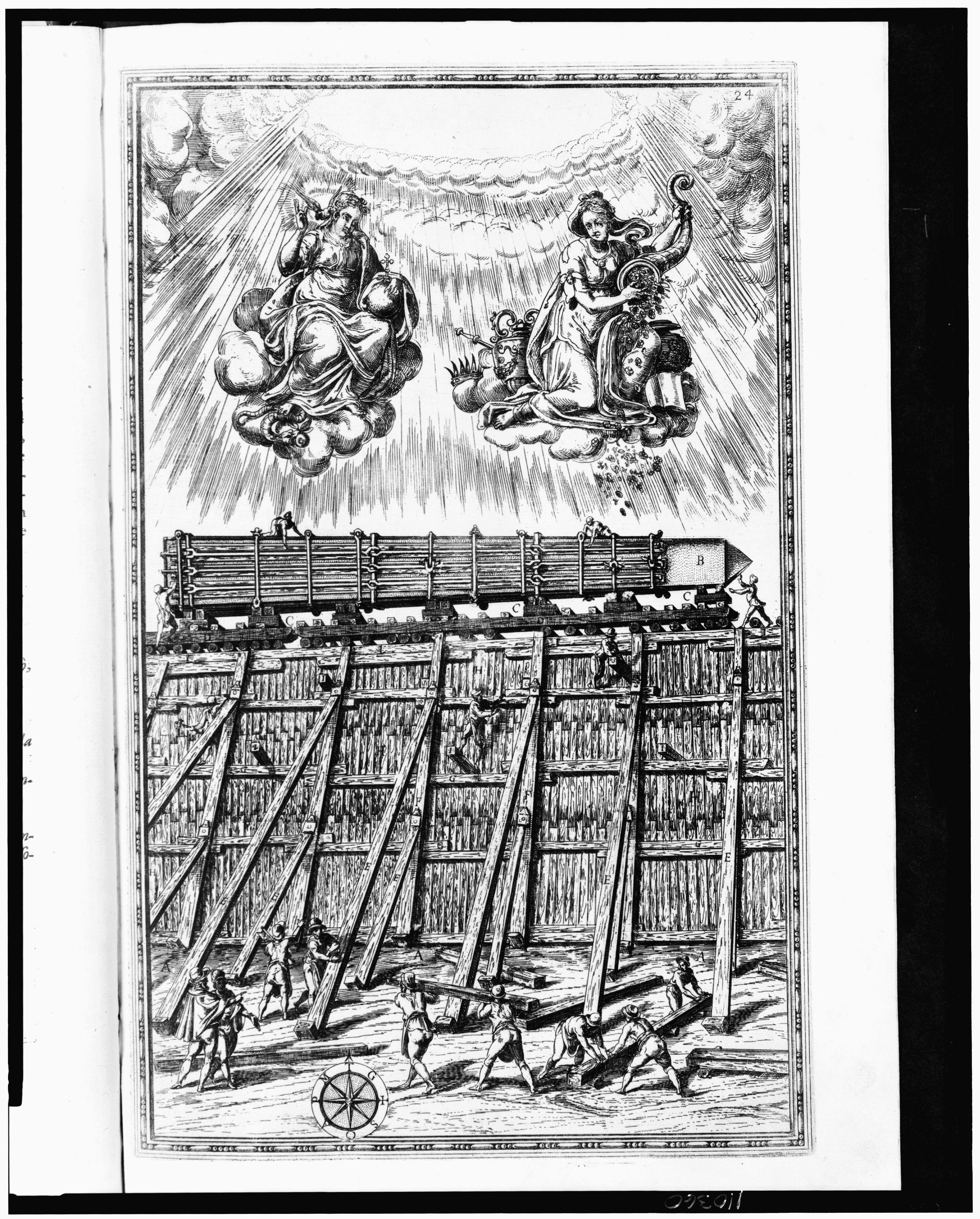
Транспортировка Ватиканского обелиска. 1586. Гравюра 1590 года
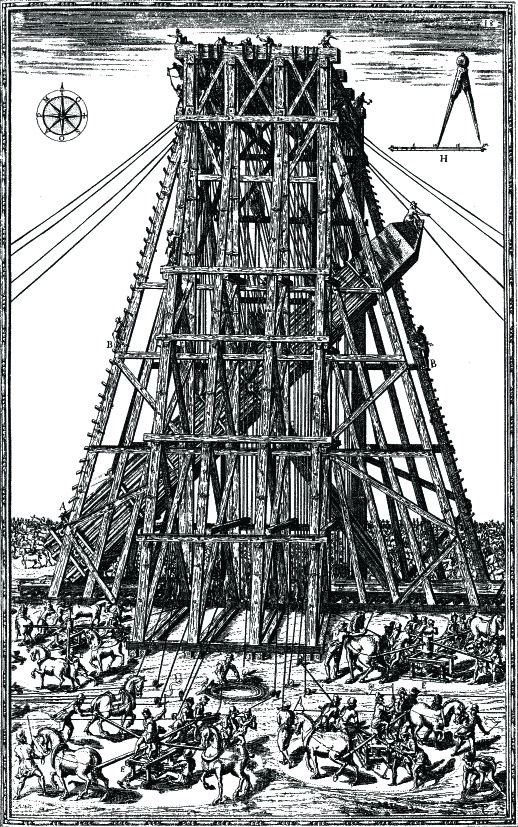
Установка Ватиканского обелиска. 1586. Гравюра 1590 года
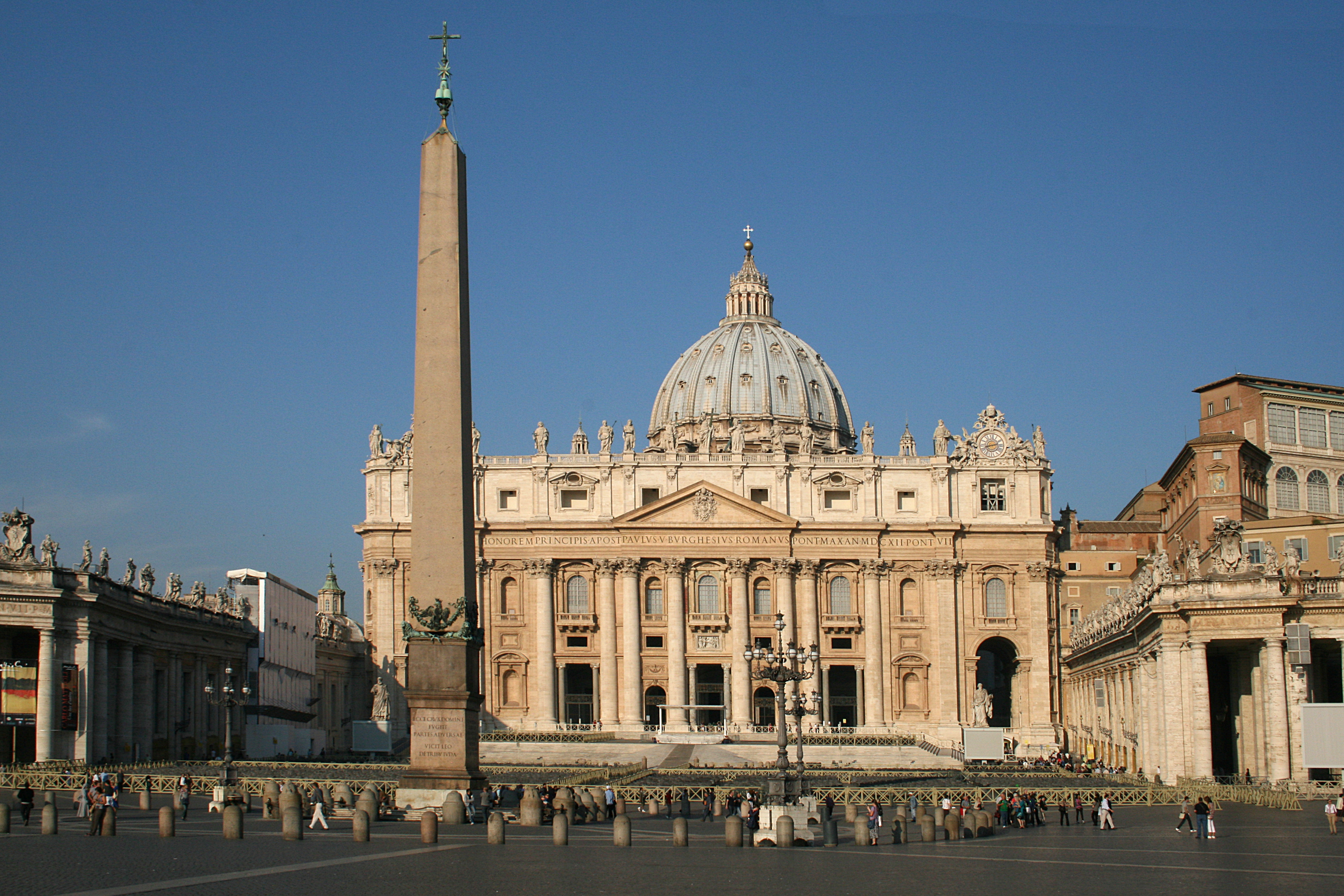
Ватиканский обелиск
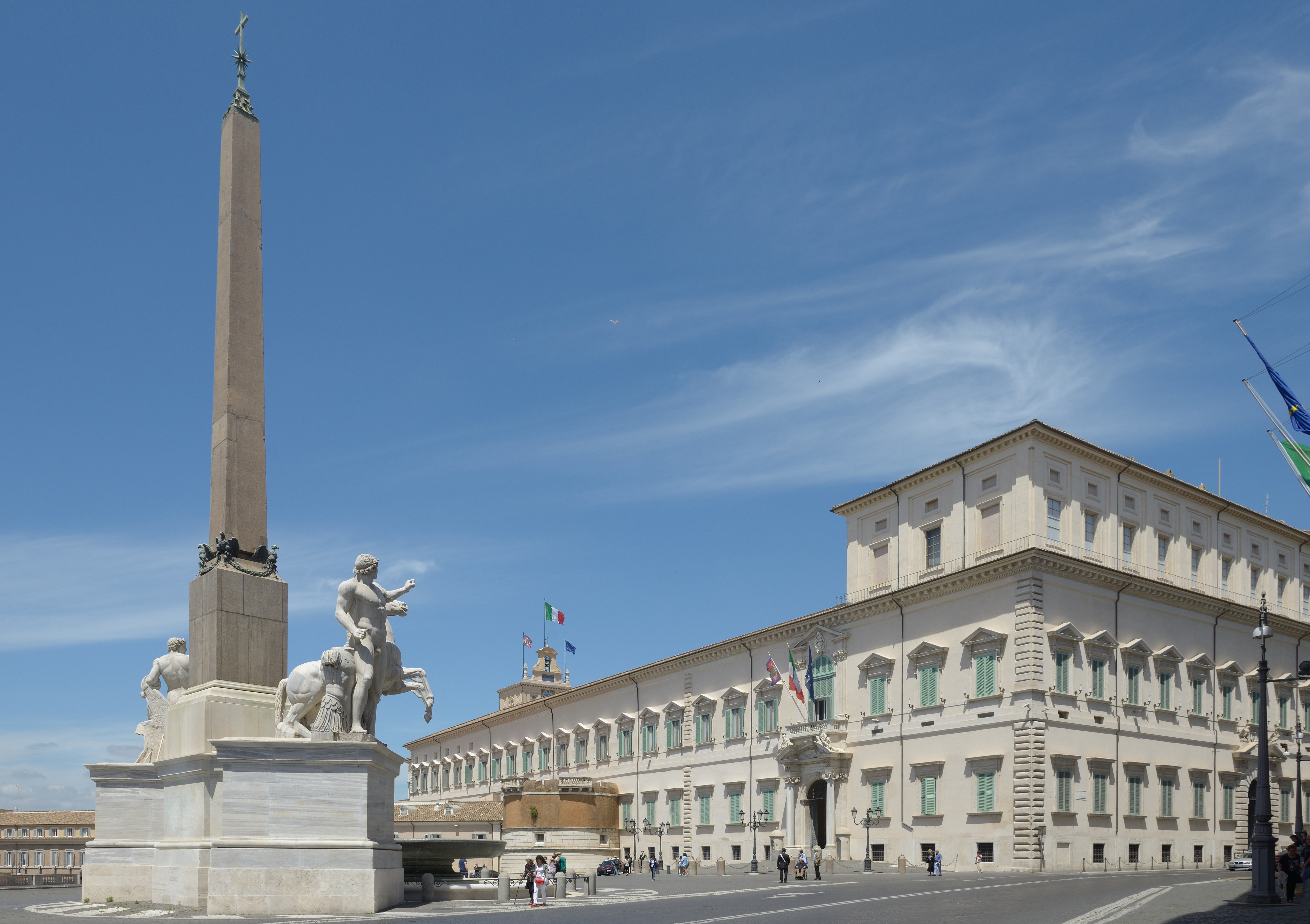
Квиринальский обелиск
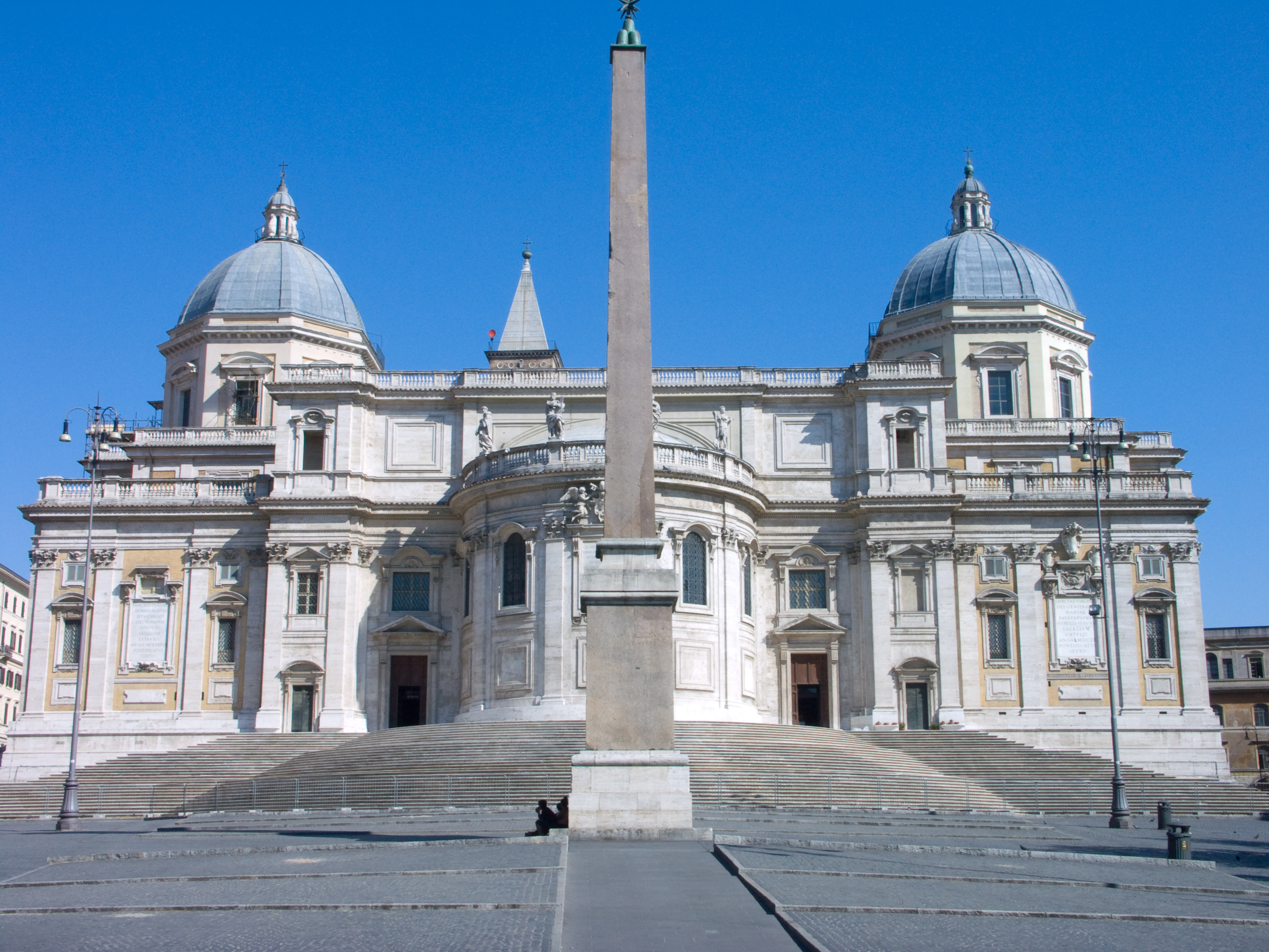
Эсквилинский обелиск у апсиды базилики Санта-Мария-Маджоре
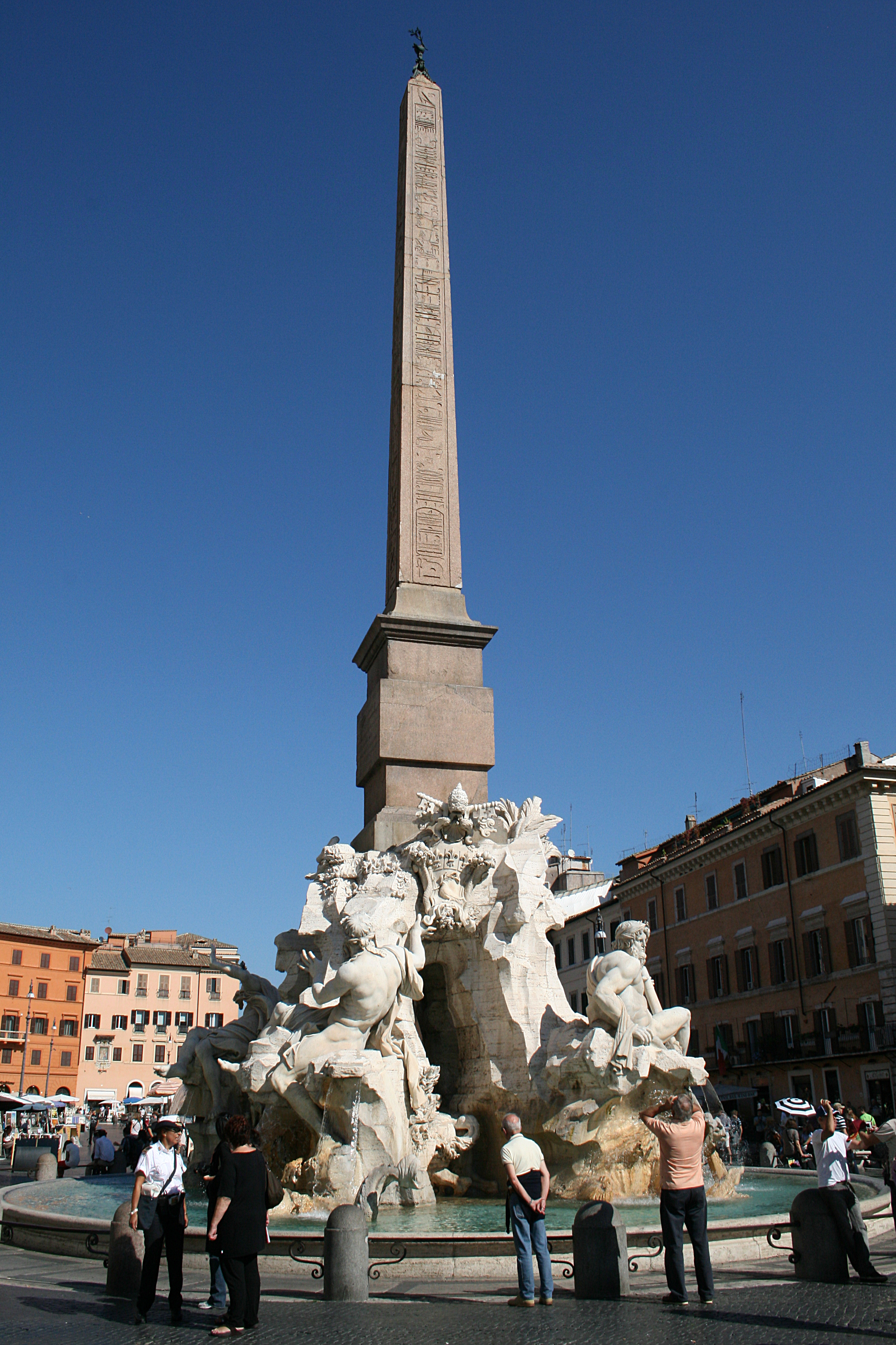
Обелиск Фонтана четырёх рек на Пьяцца Навона
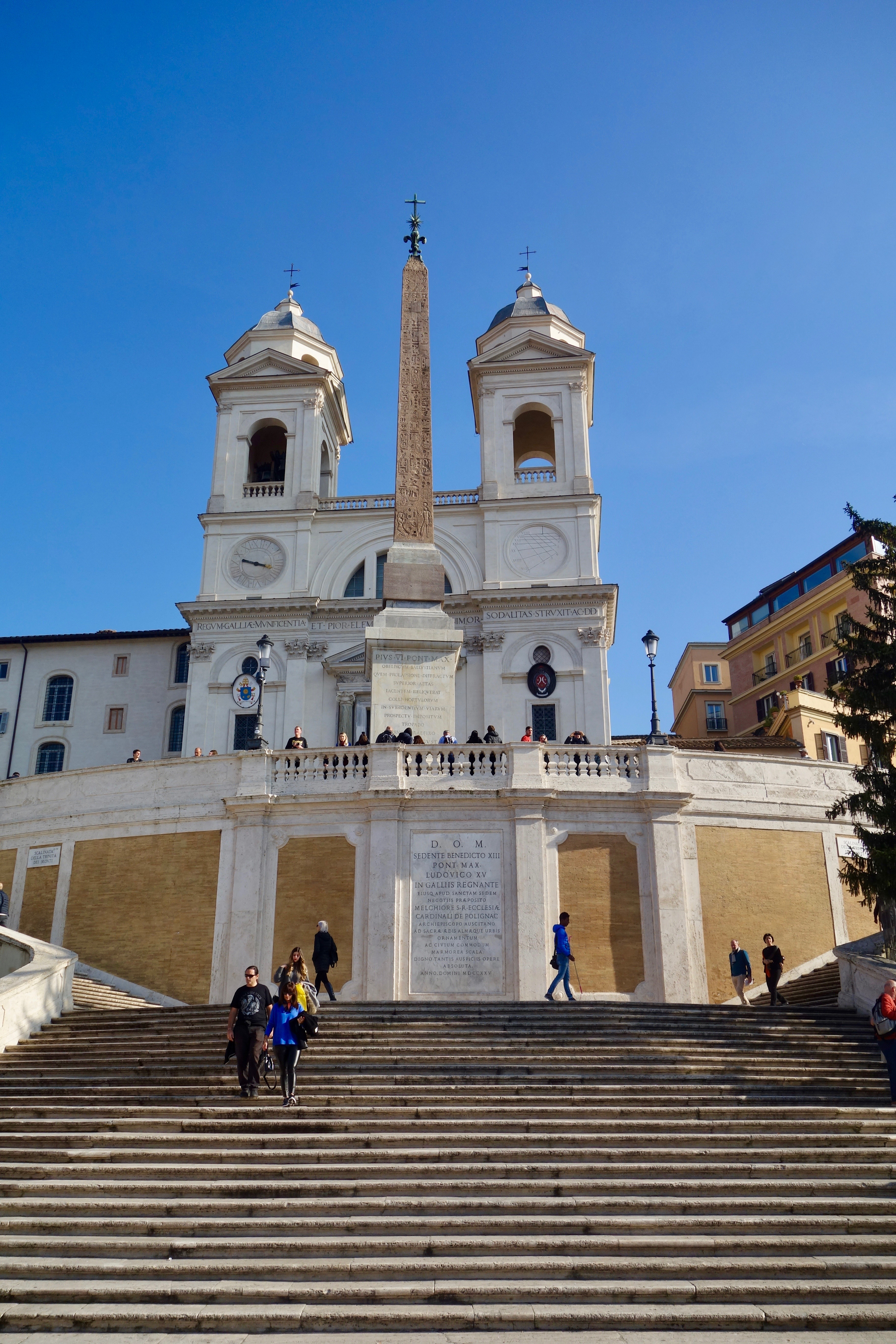
Обелиск церкви Сантиссима-Тринита-дей-Монти
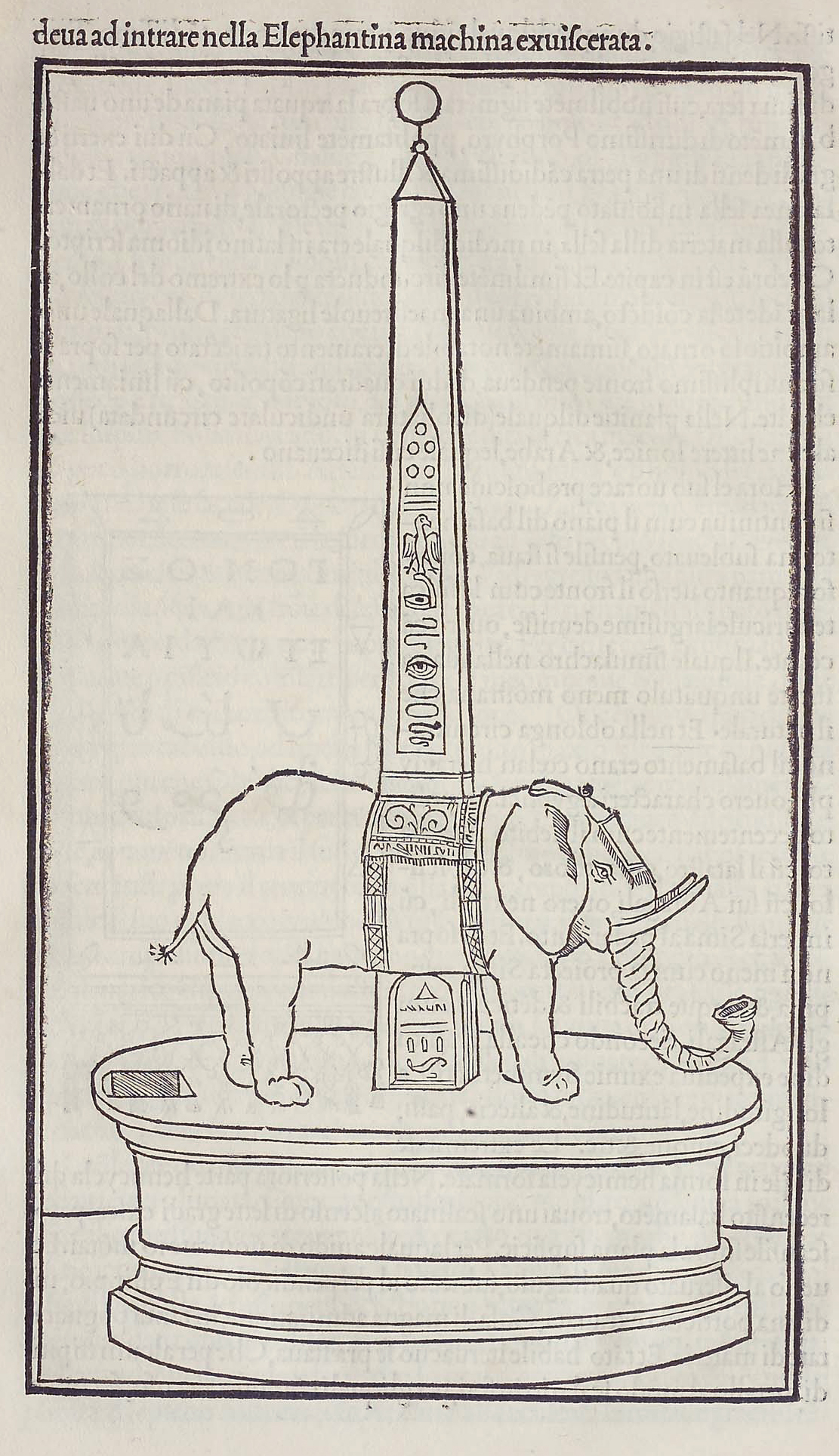
Слон, несущий обелиск. Иллюстрация из «Гипнэротомахии Полифила». Издание Альда Мануция, Венеция. 1505
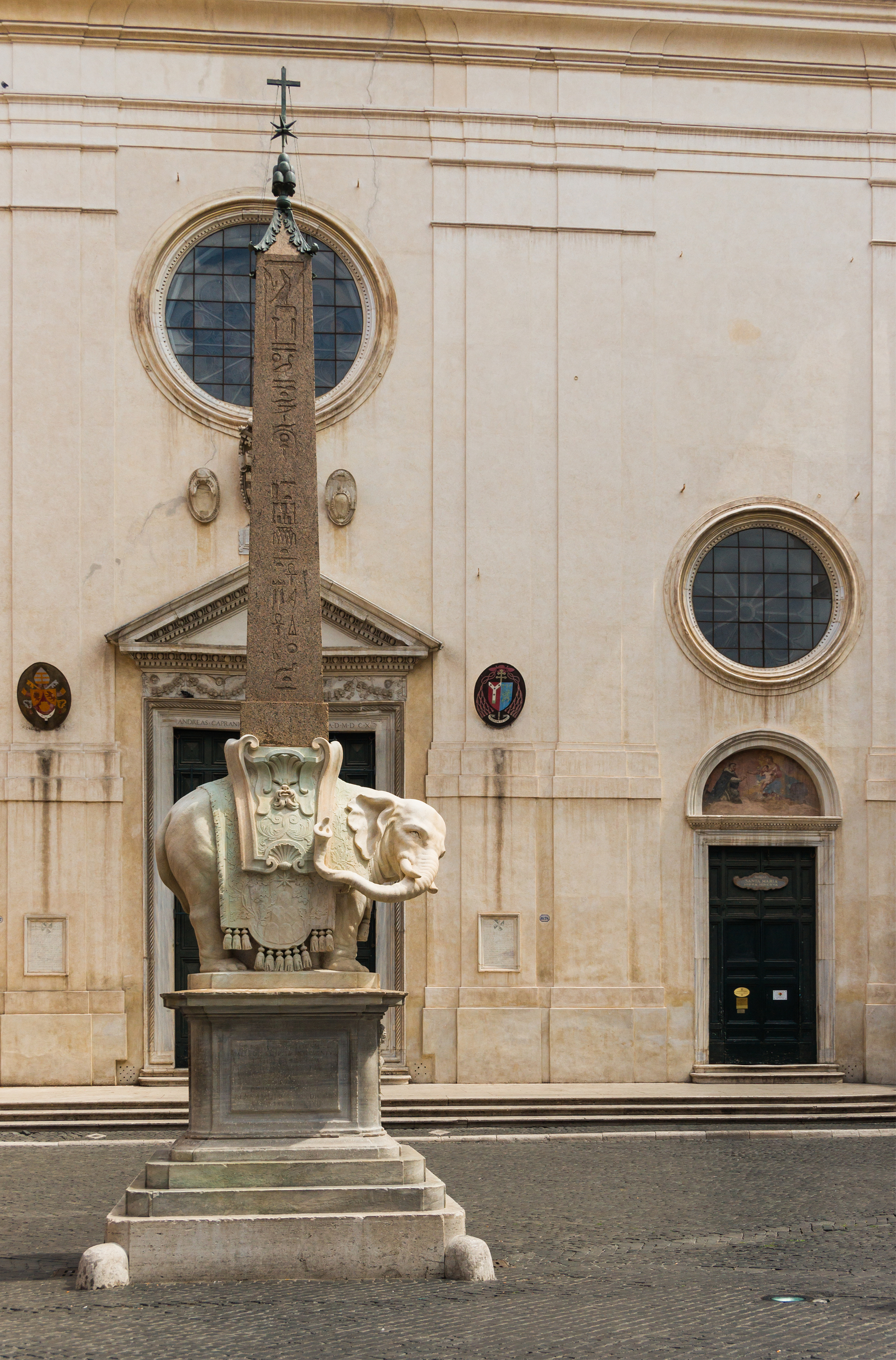
«Обелиск слона» перед фасадом базилики Санта-Мария-сопра-Минерва. 1667

## Обелиски в архитектуре Нового времени
Обелиски в подражание римским воздвигали в разных городах Европы в эпоху ренессанса, классицизма, неоклассицизма и модерна. Миниатюрные обелиски украшают парапеты кровли венецианских зданий. Так Якопо Сансовино применил форму обелиска в здании Библиотеки Сан-Марко (1537 г.). Обелиски использовали в качестве монументальных надгробий. В Капелле Киджи римской церкви Санта-Мария-дель-Пополо — знаменитом произведении архитектуры римского классицизма начала XVI века, построенной по проекту Рафаэля Санти в 1513—1516 гг., установлены два саркофага: Агостино и Сиджисмондо Киджи, увенчанные пирамидальными обелисками из серо-розового мрамора. Форма обелиска, древнего символа вечности, была задана программой оформления капеллы, составленной папой Львом X.
Пирамидальную форму обелиска использовал архитектор французского классицизма Франсуа Блондель Старший в композиции Ворот Сен-Дени в Париже (1672 г.). Форма, созданная египетской империей Тутмосов и Рамсесов, наряду с древнеримскими триумфальными колоннами и арками, органично входила в «большой стиль» Людовика XIV и в ампир Наполеона Бонапарта, прежде всего в работах придворных архитекторов-декораторов императора Шарля Персье и Пьера Фонтена.
Особое значение форма обелиска приобрела в периоды увлечения европейцами египтизирующим стилем, сначала во второй половине XVIII века, в эпоху неоклассицизма, например в творчестве Дж. Б. Пиранези, создавшего, в частности, проект оформления «Английского кафе» (Caffè degli Inglesi) в «египетском стиле» на Пьяцца ди Спанья в Риме (1769 г.). Миниатюрные обелиски появлялись в оформлении интерьеров и ампирной мебели после второго открытия Египта в результате Египетского похода Бонапарта (1798—1801 гг.). Они служили настольными украшениями парадных фарфоровых сервизов и письменных приборов из бронзы, слоновой кости или янтаря, например в проектах В. Бренны и К. Росси.
В Вашингтоне, столице США, в 1848—1884 гг. по проекту архитектора Р. Миллса установили обелиск — монумент Вашингтону — высотой 169 метров и массой 91 тыс. тонн. Он находится между Белым домом и Капитолием и представляет собой памятник первому президенту США, Джорджу Вашингтону. До постройки Эйфелевой башни в Париже (1889 г.) был самым высоким сооружением в мире.

### Обелиски в Российской империи
В России обелиски стали устанавливать в период екатерининского классицизма, времени правления императрицы Екатерины II, в ознаменование крупных военных побед. Например, Кагульский обелиск, установленный в Екатерининском парке Царского Села по проекту итальянского архитектора Антонио Ринальди в 1771—1772 годах в честь победы русских войск под командованием графа П. А. Румянцева над турецкими в сражении при Кагуле 21 июля (1 августа) 1770 года, во время русско-турецкой войны 1768—1774 годов.
Чесменский обелиск поставлен в Дворцовом парке Гатчины в честь победы русского флота над турецким в Чесменском сражении 24—26 июня (5—7 июля) 1770 года. Установлен на берегу Белого озера также по проекту А. Ринальди в 1770-х годах.
В 1793 году по идее великого князя Павла Петровича, будущего императора Павла I, вблизи Большого Гатчинского дворца была создана площадь Коннетабля с обелиском по образцу такой же в замке Шантийи под Парижем с обелиском, воздвигнутым в честь коннетабля герцога Анна Монморанси.
В 1799 году в южной части Марсова поля в Санкт-Петербурге установили Румянцевский обелиск в честь побед русских войск под командованием генерал-фельдмаршала П. А. Румянцева-Задунайского в русско-турецкой войне 1787—1791 годов. Монумент, созданный по проекту В. Бренны, позднее перенесли на Васильевский остров.
Большинство последующих российских обелисков также посвящено военным победам и их героям: Обелиск в честь Минина и Пожарского в Нижнем Новгороде (1828), обелиск в честь Ошаканской битвы (1834), Долгоруковский обелиск в Симферополе (1842), обелиск на месте командного пункта М. И. Кутузова на Бородинском поле (1912). Ряд обелисков был воздвигнут в честь российских императоров: обелиск Петру I в усадьбе Кузьминки (1846), обелиск Николаю II в Калуге (1907) (оба не сохранились).
В 1915 году памятником-обелиском было отмечено место дуэли М. Ю. Лермонтова на горе Машук. Эта традиция продолжилась и в советское время: в 1937 году, в столетие со дня гибели поэта, обелиск установлен на месте последней дуэли А. С. Пушкина.
Пирамидальные обелиски использованы в оформлении южного фасада Михайловского замка в Санкт-Петербурге. Формы миниатюрных обелисков применяли тульские мастера художественных изделий из металла. Известны рисунки обелисков в архитектурных проектах А. Н. Воронихина и Ж.-Ф. Тома де Томона.
На въезде в помещичьи усадьбы по обе стороны дороги в качестве своеобразных пропилей устанавливали деревянные обелиски или «пирамидки». Декоративные обелиски использовали и в архитектуре периода неоклассицизма начала XX века. Так, например, обелиск венчает угловой парапет кровли здания Дома радио (ранее дом Благородного собрания) в Санкт-Петербурге (1912—1914).

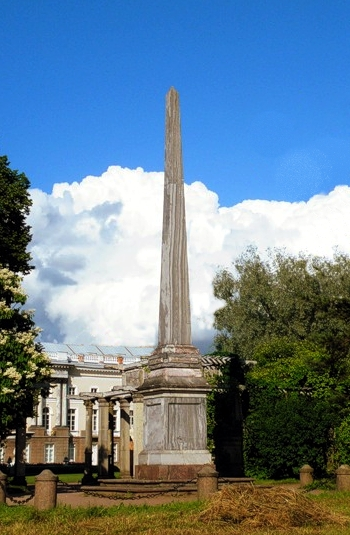
Кагульский обелиск в Царском Селе. 1771—1772
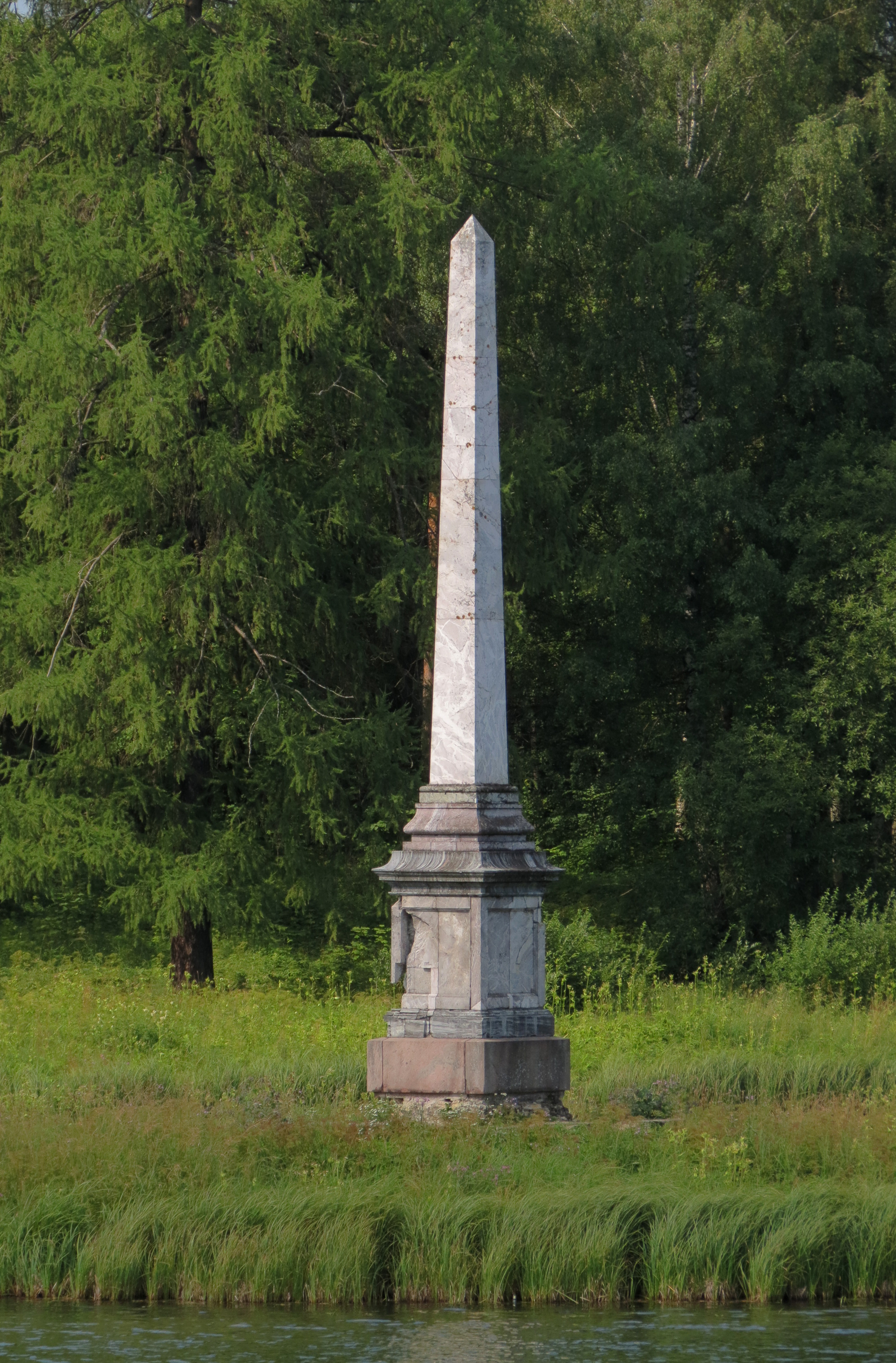
Чесменский обелиск в Гатчине. 1770-е гг.
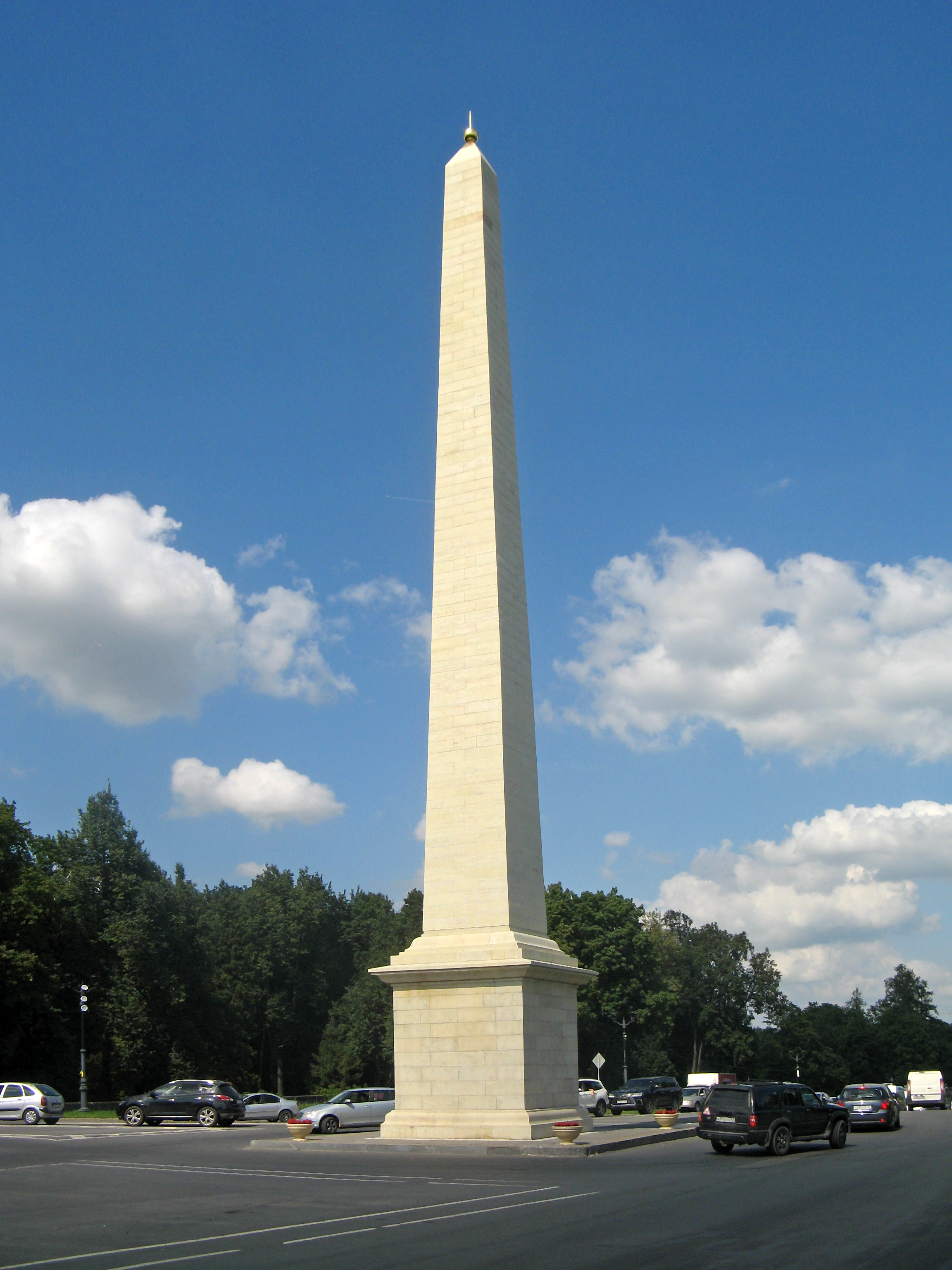
Обелиск Коннетабля в Гатчине. 1793
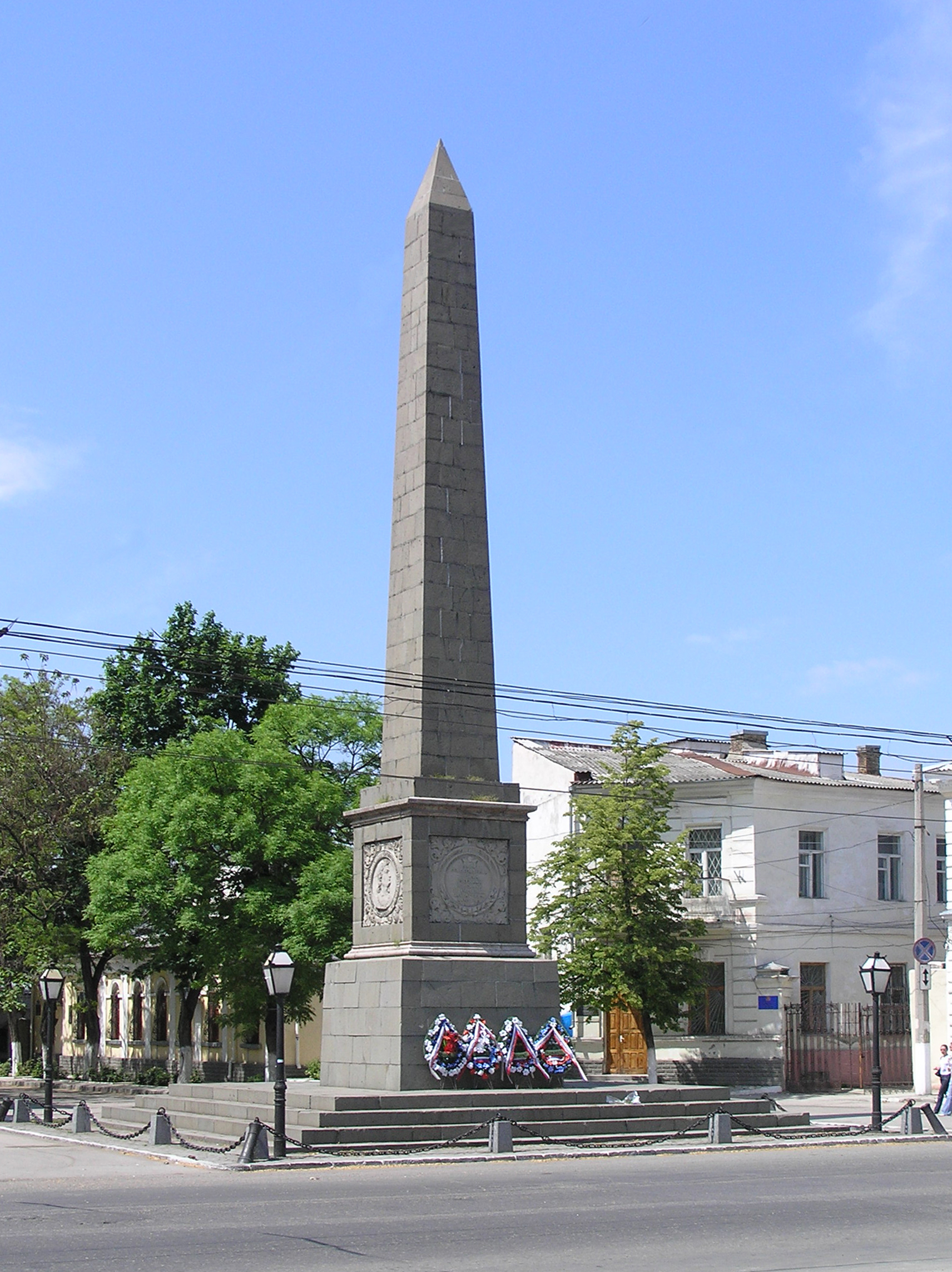
Долгоруковский обелиск в Симферополе. 1842
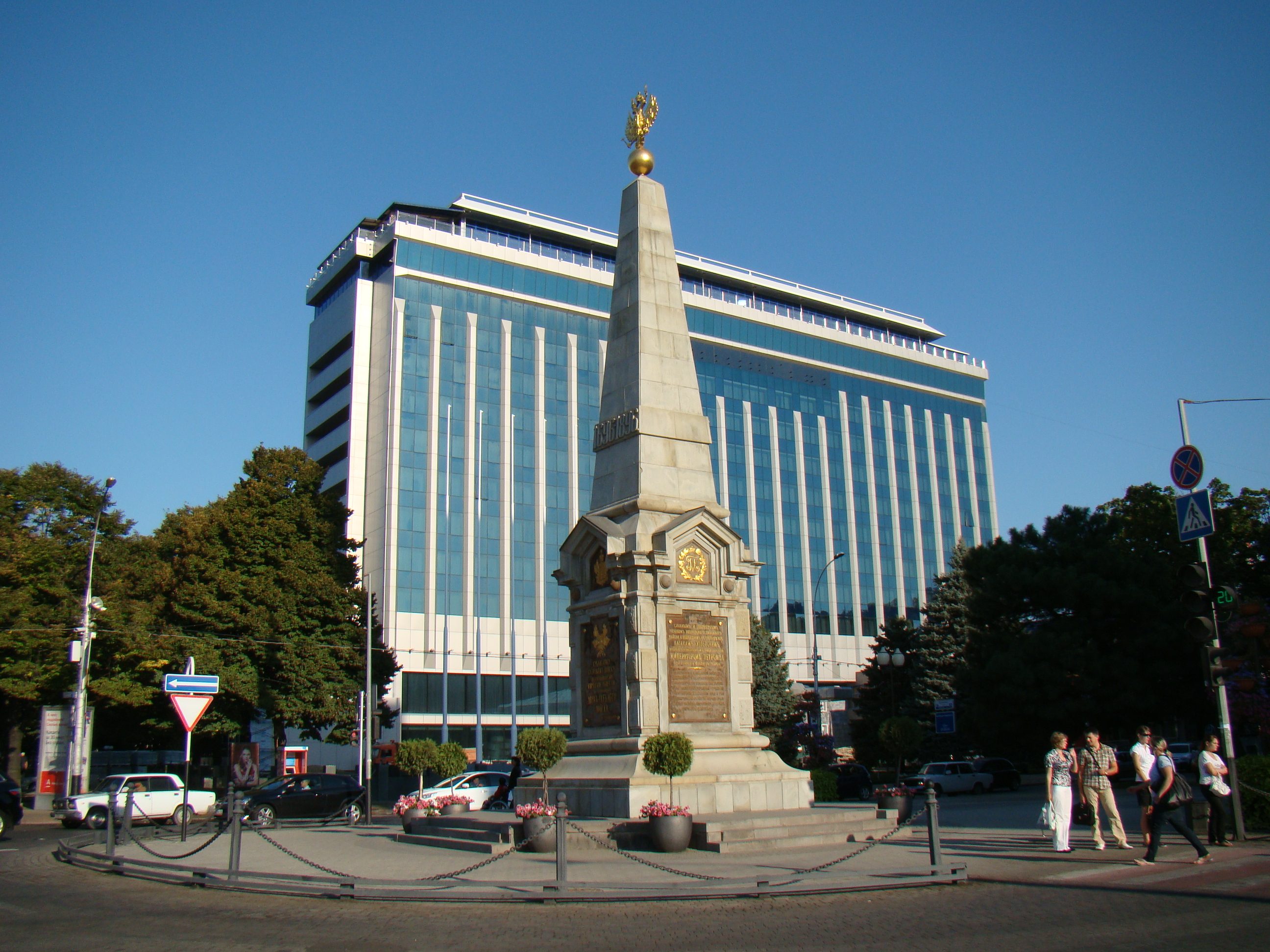
Обелиск в честь 200-летия Кубанского казачьего войска в Краснодаре. 1897. Восстановлен в 1999 г.
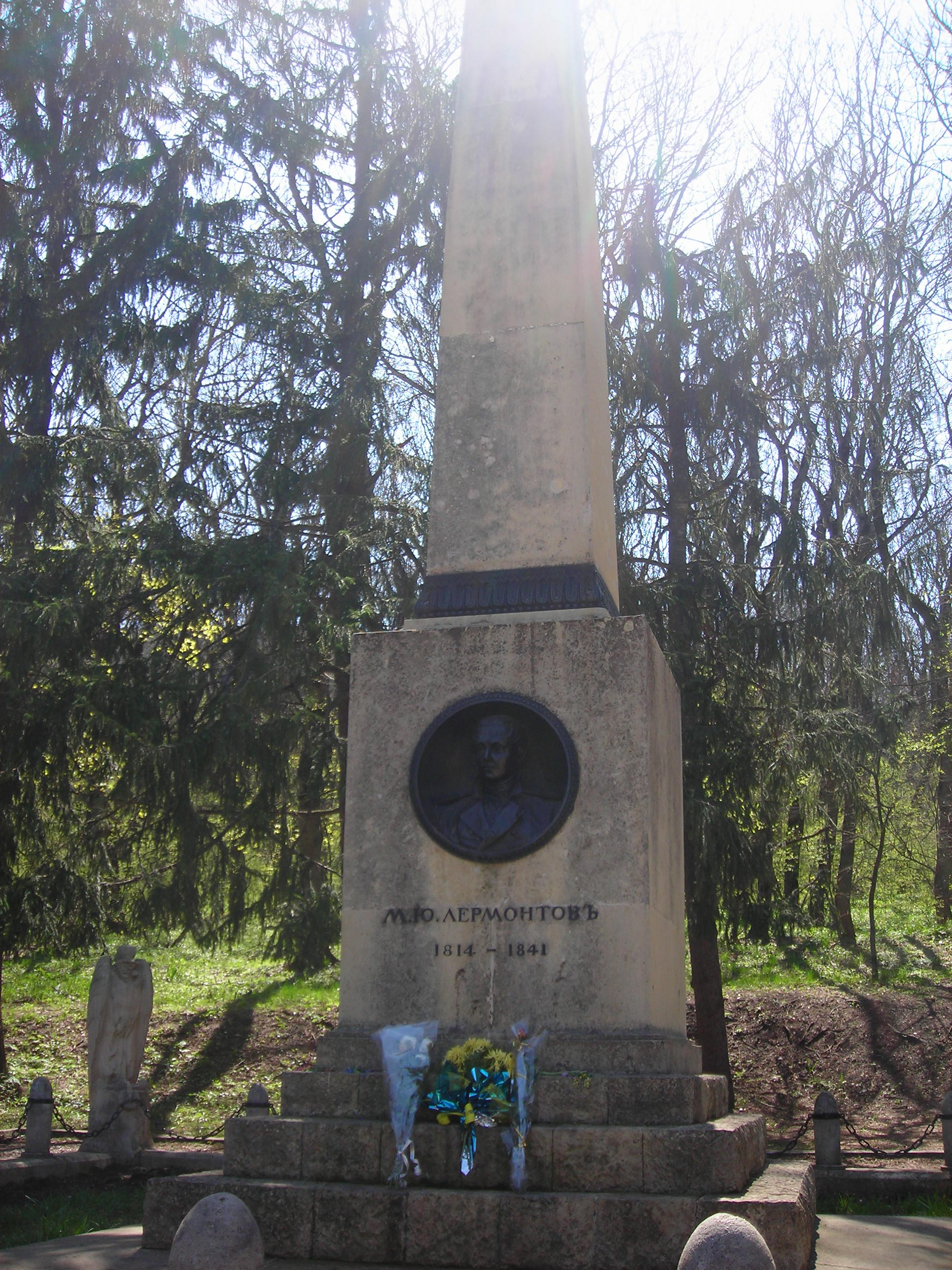
Обелиск на месте дуэли М. Ю. Лермонтова. Гора Машук, Пятигорск. 1915
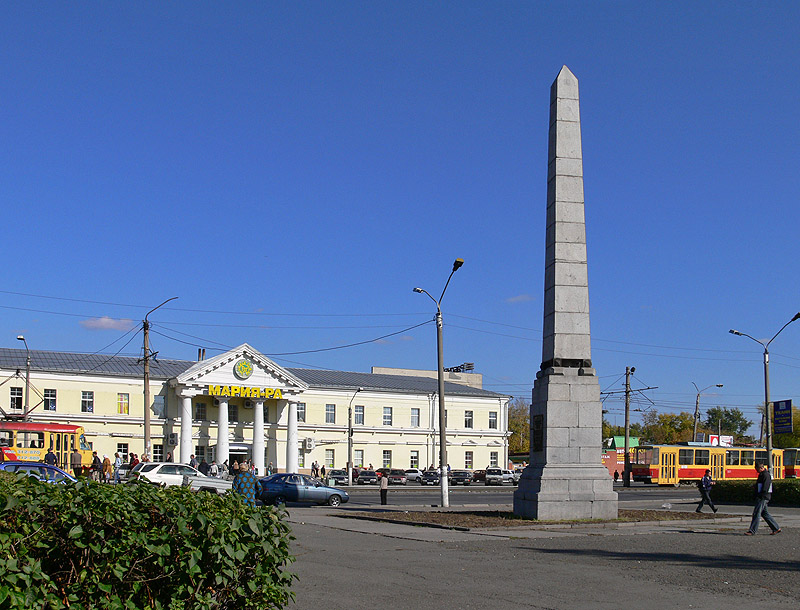
Демидовский столп - обелиск в честь 100-летия горного дела на Алтае, установленный в Барнауле в 1839 г.

### Обелиски в СССР
Советская власть с первых лет существования стремилась использовать формы искусства классицизма, в том числе форму обелиска для монументов утверждения новой идеологии. Так, одним из сооружений ленинского плана монументальной пропаганды стал возведенный в 1918 году Монумент советской конституции, имевший форму обелиска. В том же 1918 году обелиск 300-летию дома Романовых в Александровском саду Москвы был переделан в памятник деятелям социалистической и коммунистической мысли и их предтечам.
Большую группу советских памятников составляют обелиски, возведенные в честь Победы в Великой Отечественной войне. В их числе обелиск Славы на горе Митридат (1944), обелиск защитникам города Ленинграда (1946), обелиск на Площади Победы в Минске (1954), обелиск освободителям Ржева (1963), памятник неизвестному матросу в Одессе (1966), обелиск Победы в Твери (1970), монумент Победы на Поклонной горе в Москве (1991) и другие. В 1970—1980 годах в нескольких городах установлены обелиски в честь присвоения почетного звания города-героя: обелиск «Москва — город-герой» (1977), обелиск «Городу-герою Севастополь» (1977), обелиск «Городу-герою Киеву» (1982), обелиск «Городу-герою Ленинграду» (1985).

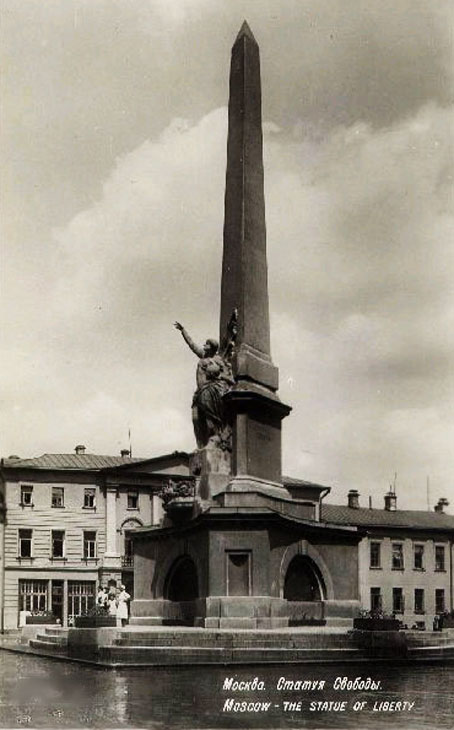
Монумент советской конституции (1918—1919)
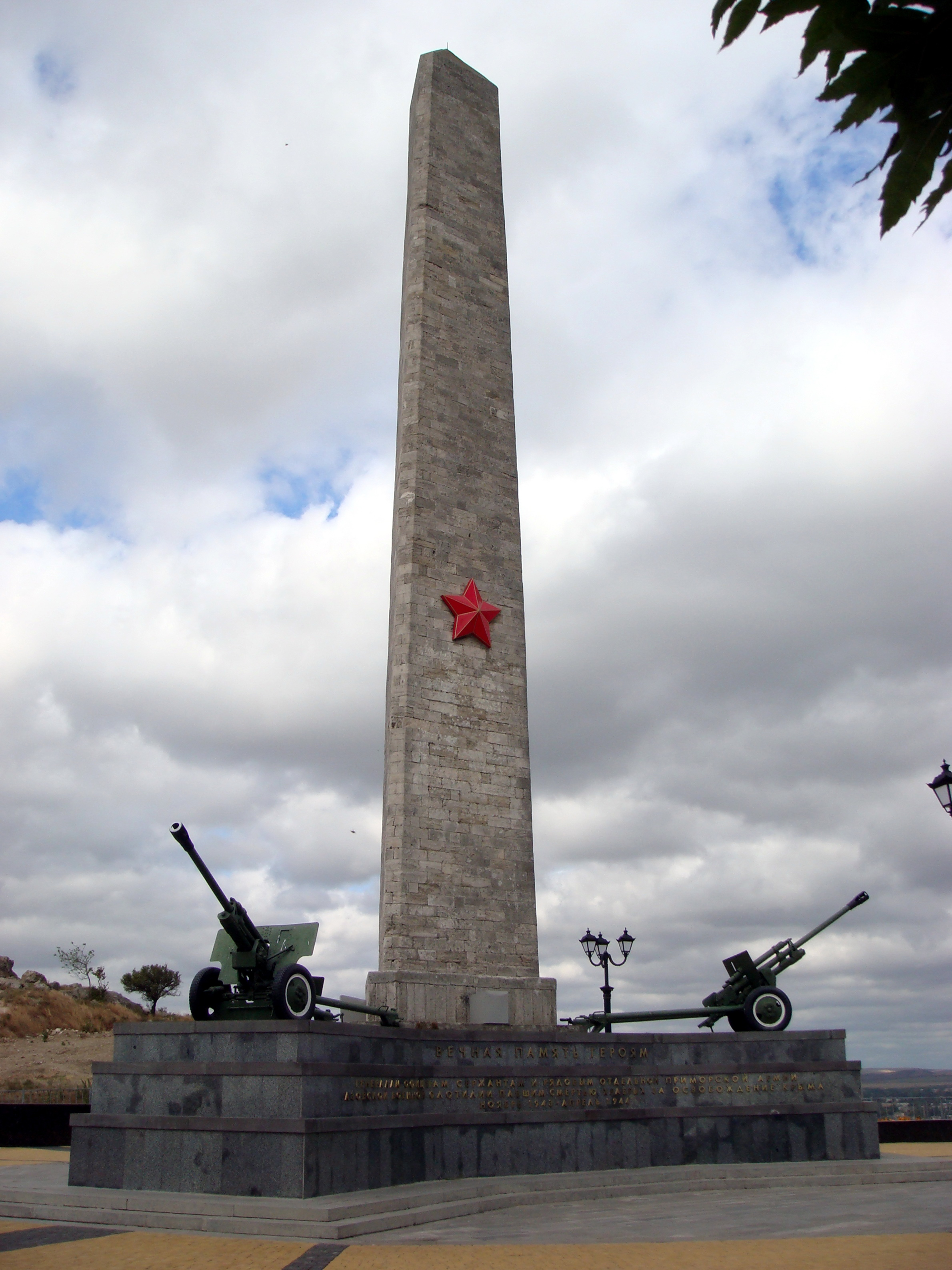
Обелиск Славы на горе Митридат (1944)
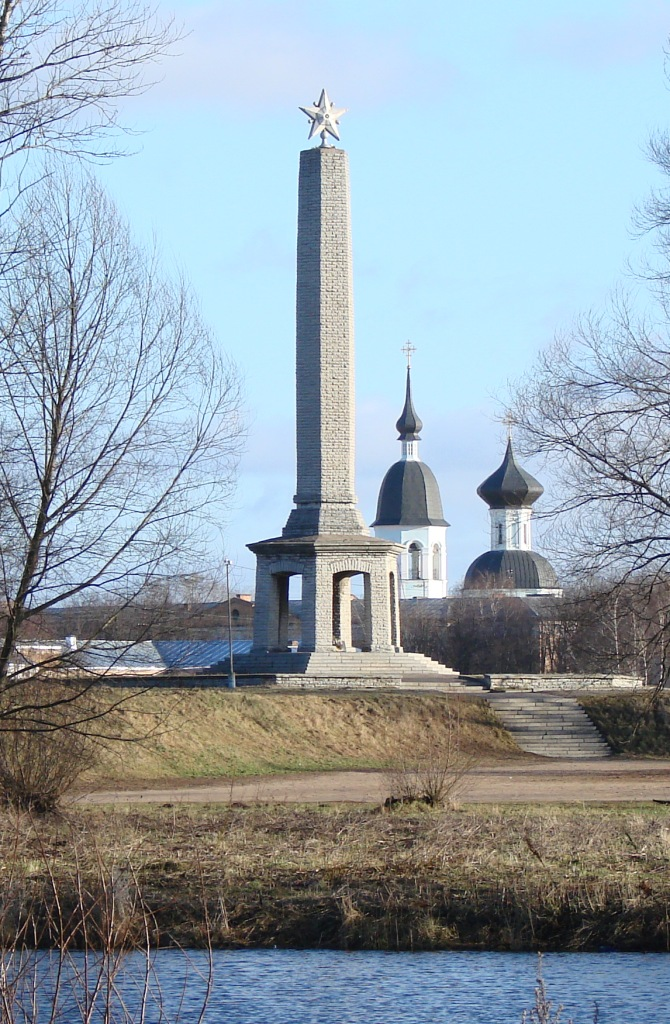
Обелиск Славы в Великих Луках (1960)
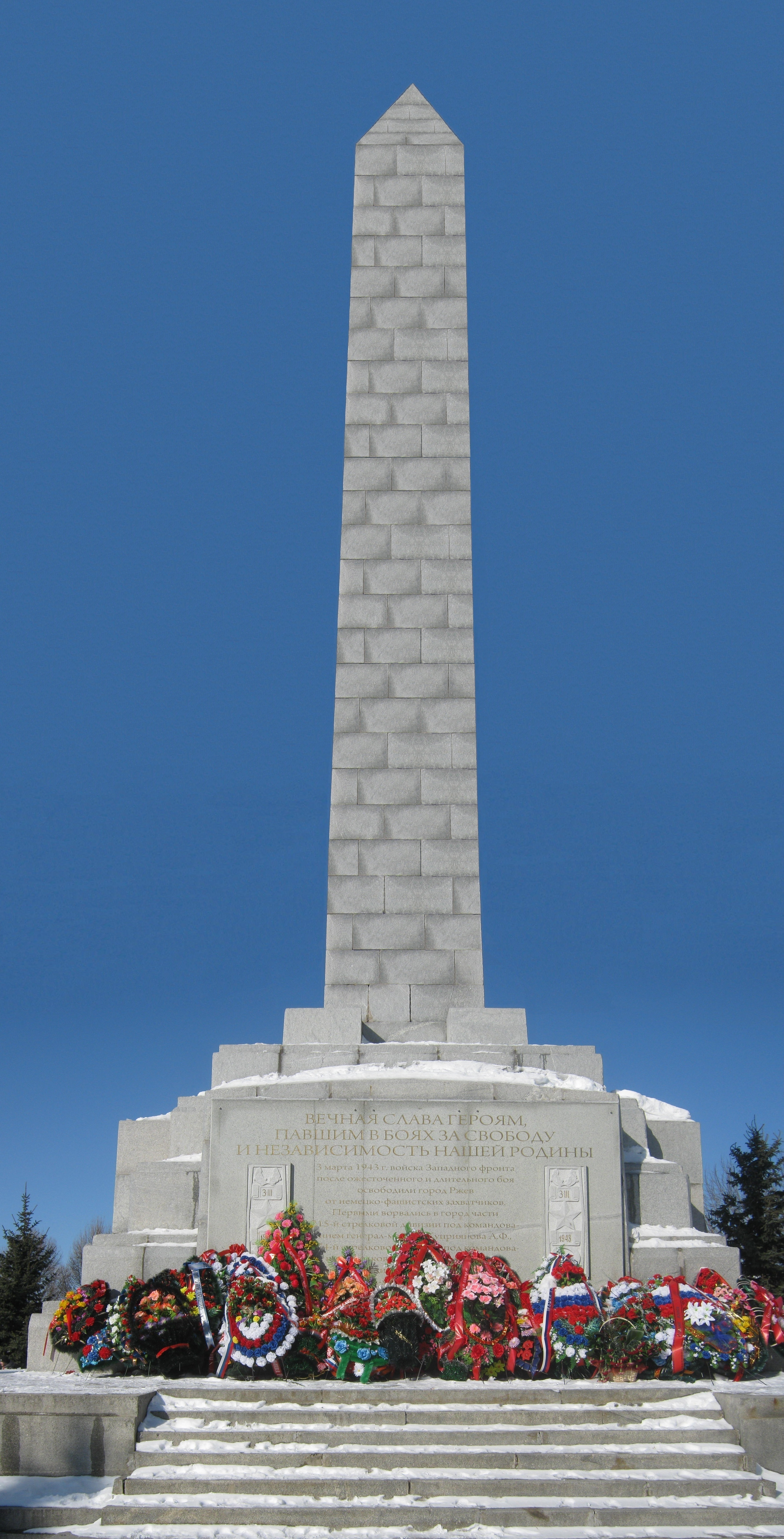
Обелиск освободителям Ржева (1963)
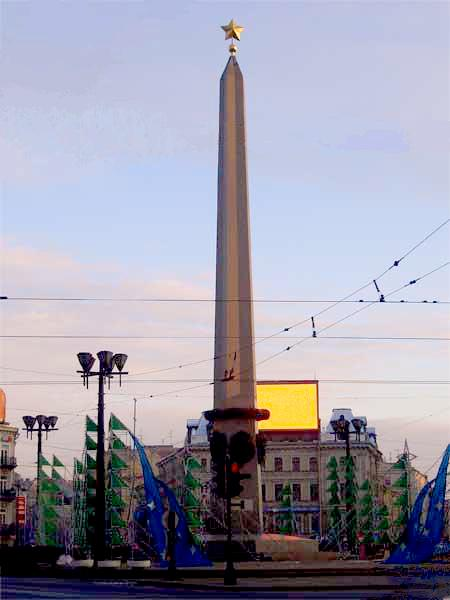
Обелиск «городу-герою Ленинграду»

Небольшие обелиски устанавливали над могилами погибших советских воинов. Как правило, в композицию памятника входила расположенная на корпусе или его венчавшая пятиконечная звезда. Установленные в сороковые годы из временных материалов, многие обелиски впоследствии были воссозданы из металла, бетона или гранита.

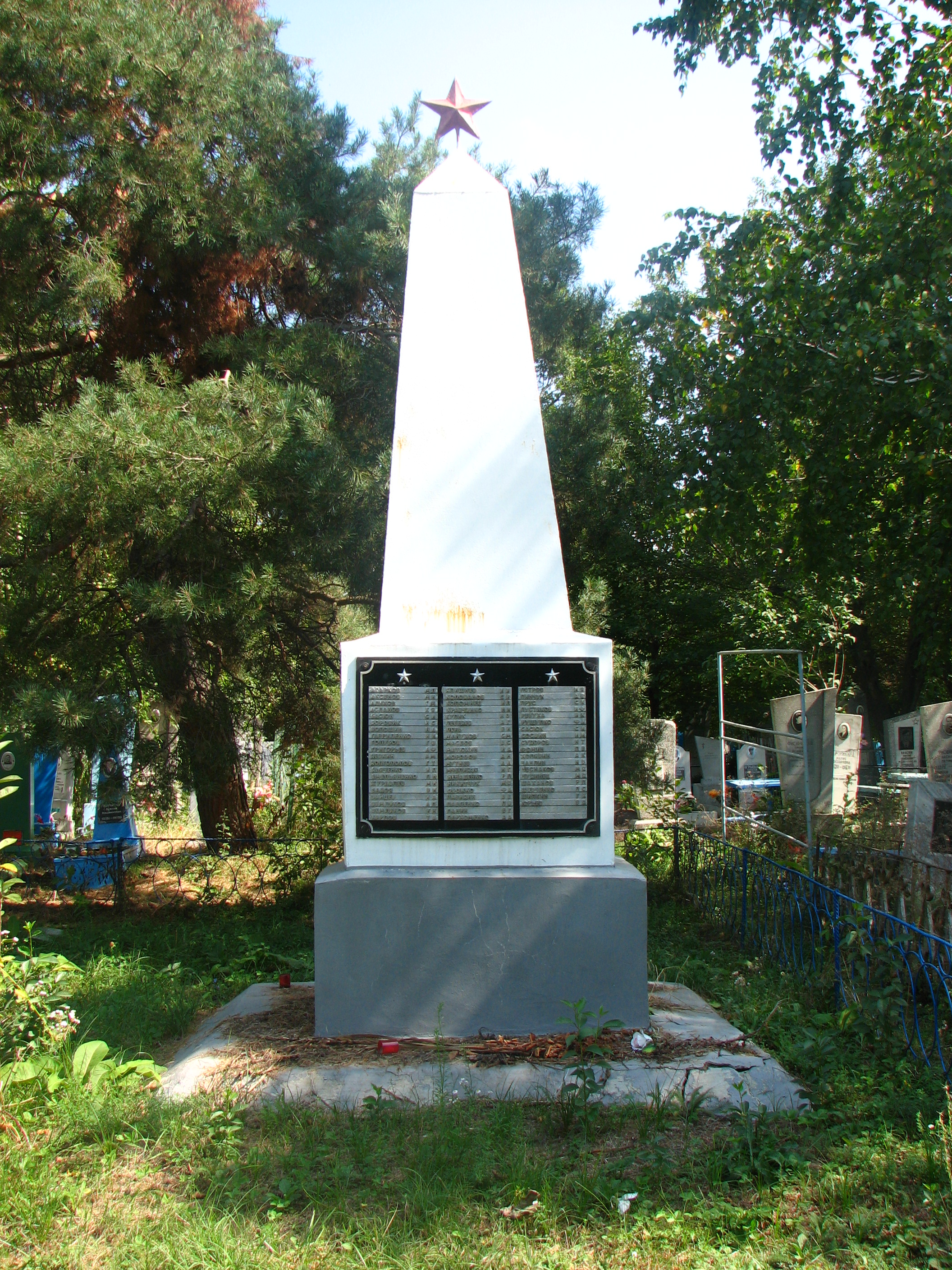
Братская могила в посёлке Ильском
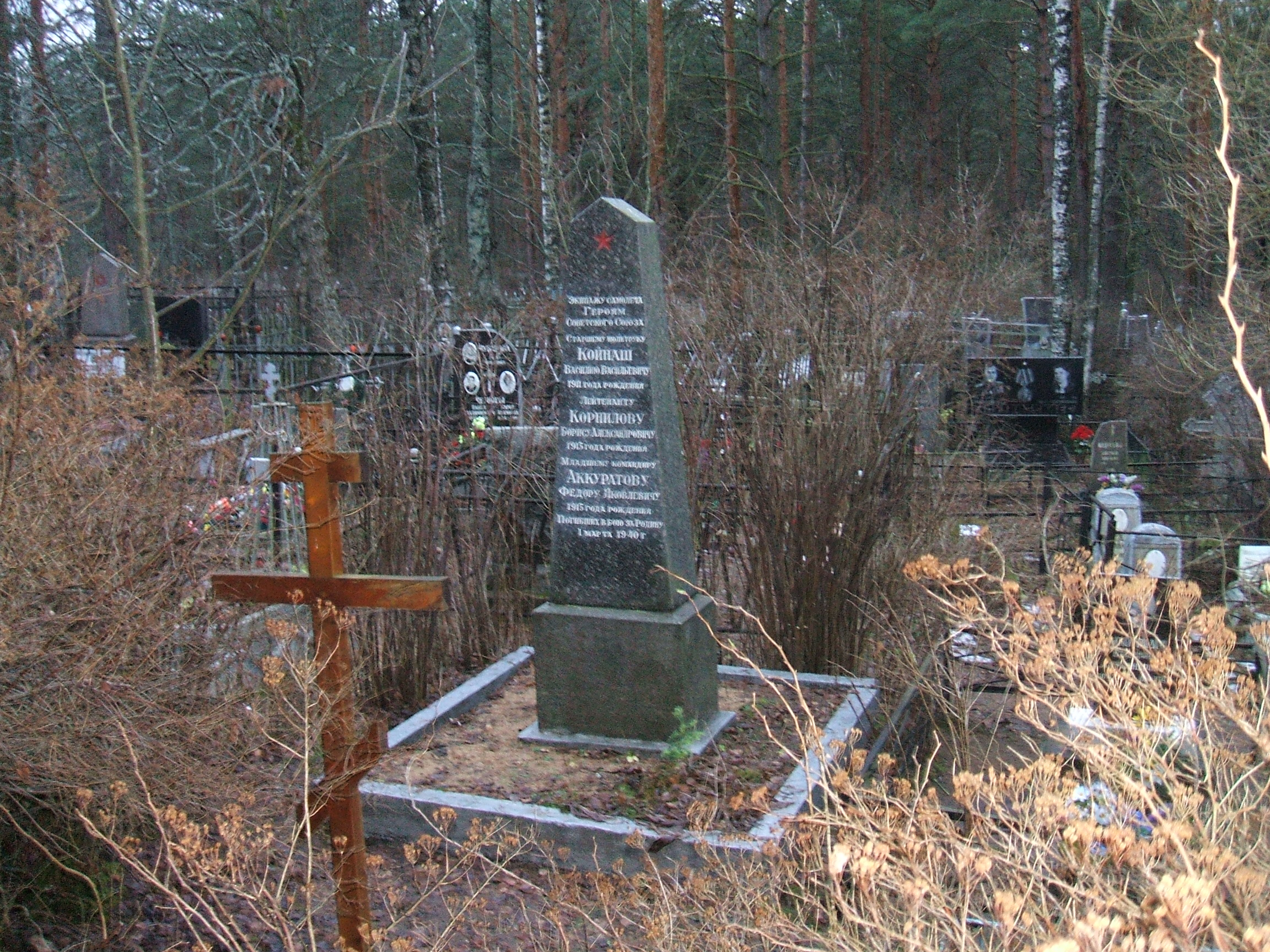
Обелиск над могилой летчиков-героев на Сестрорецком кладбище
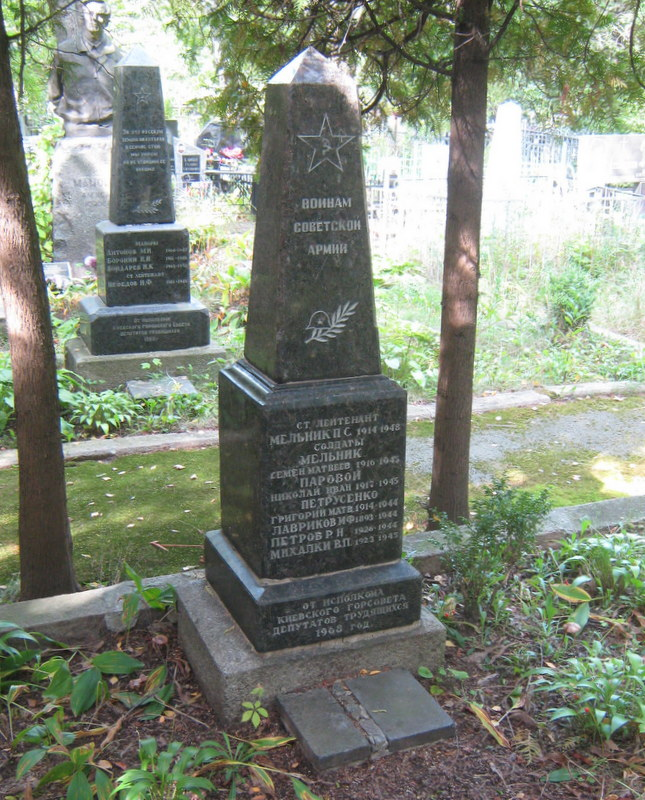
Обелиски над братскими могилами советских воинов в Киеве
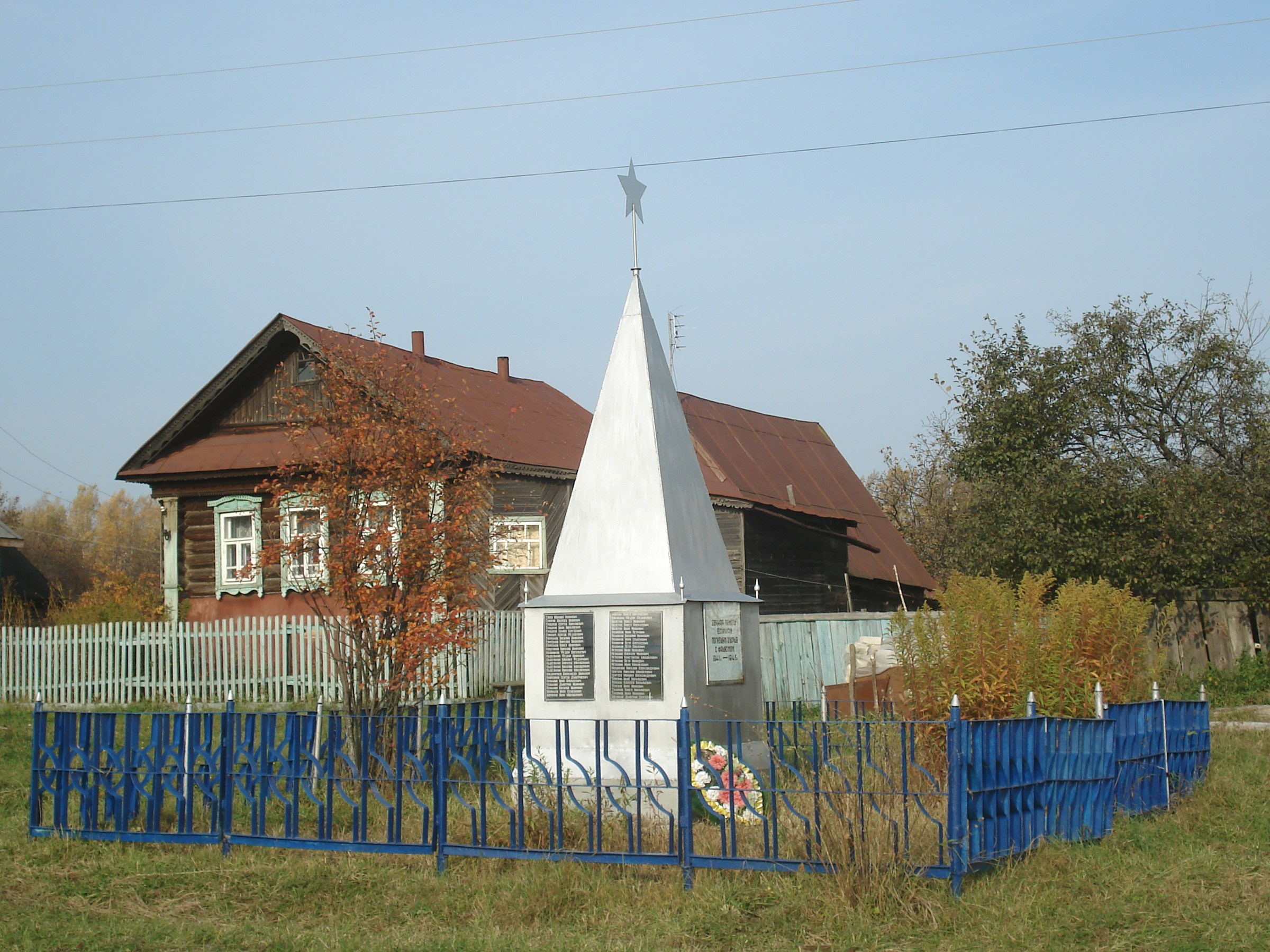
Памятник павшим на войне жителям села Талынское
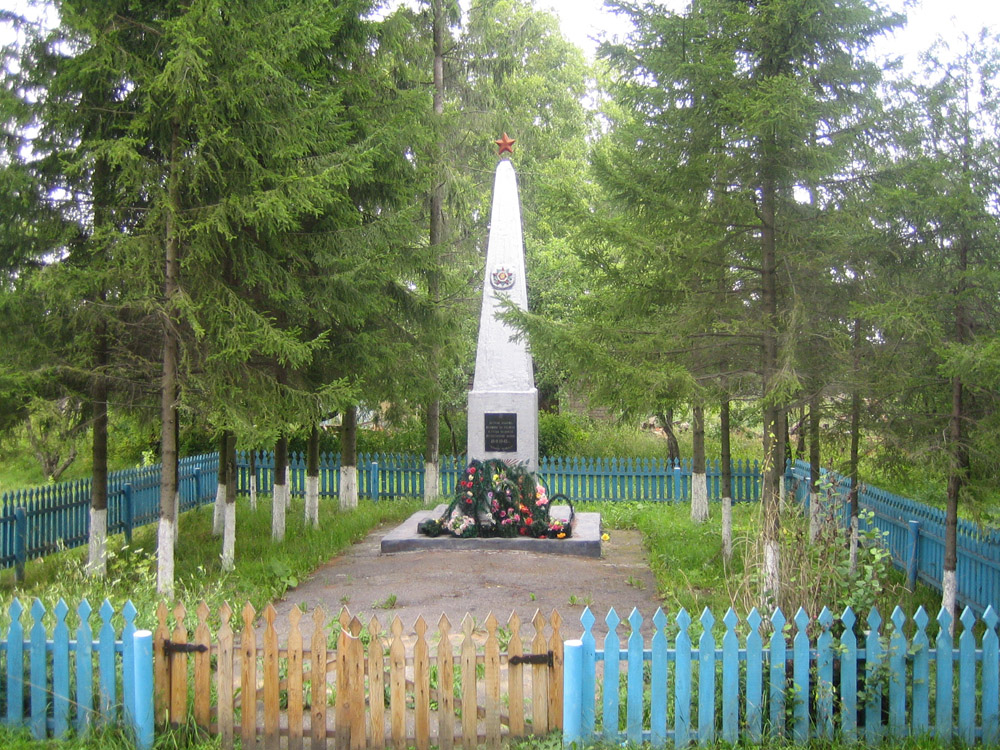
Воинский мемориал у деревни Касня, Смоленская область
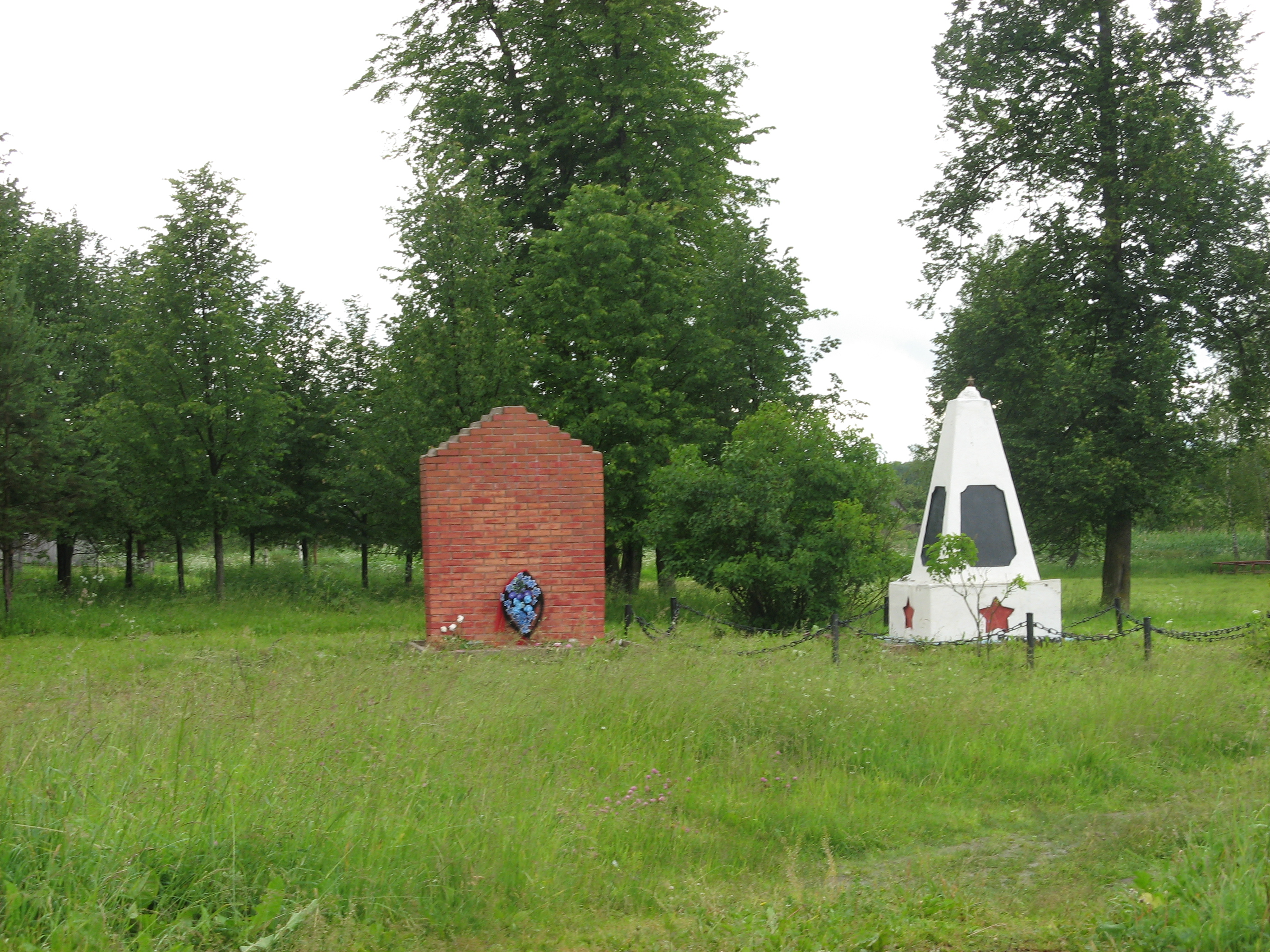
Братская могила в деревне Родоманово